# Kőszeg

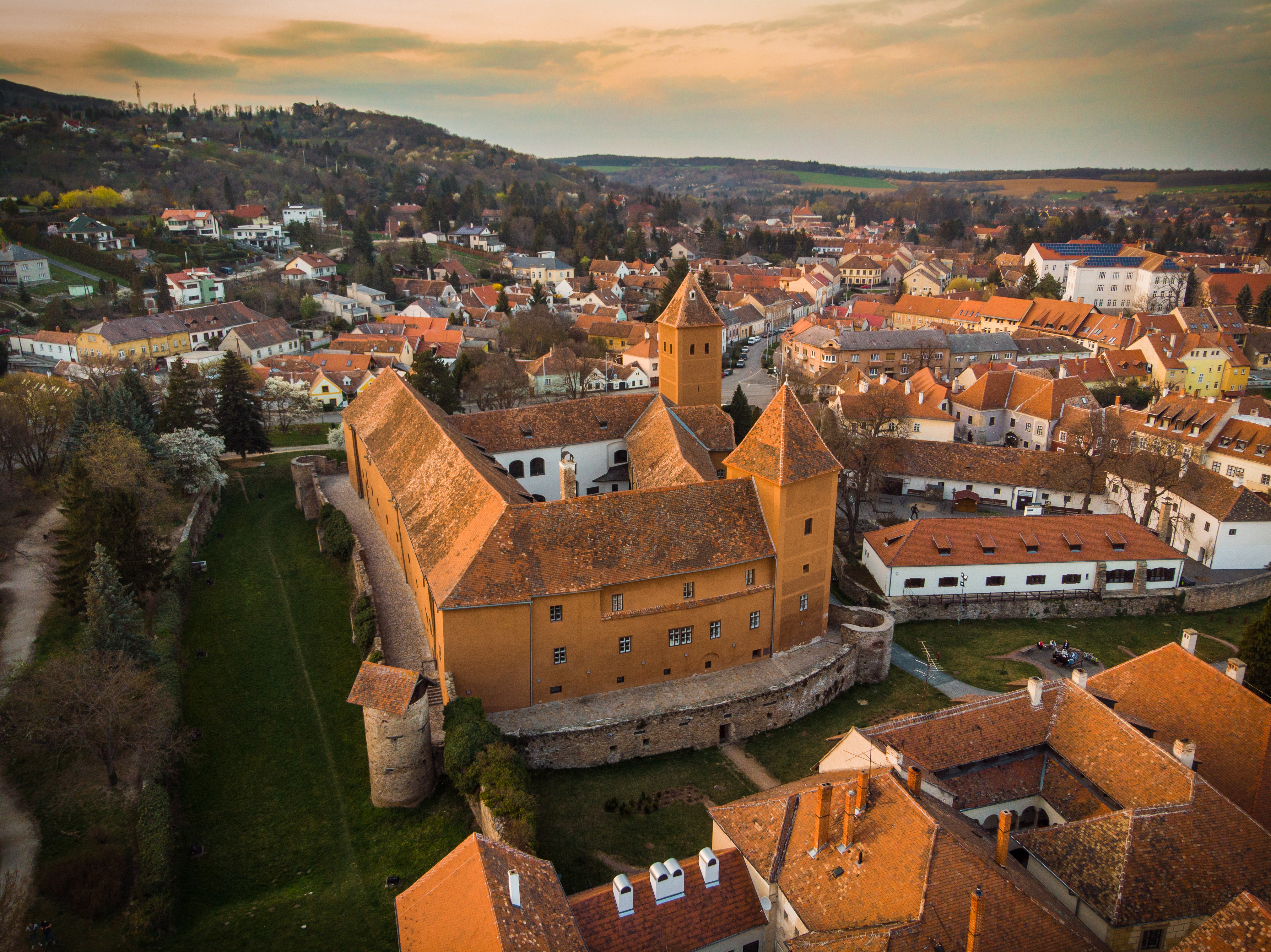
A kőszegi Jurisics Miklós-vár

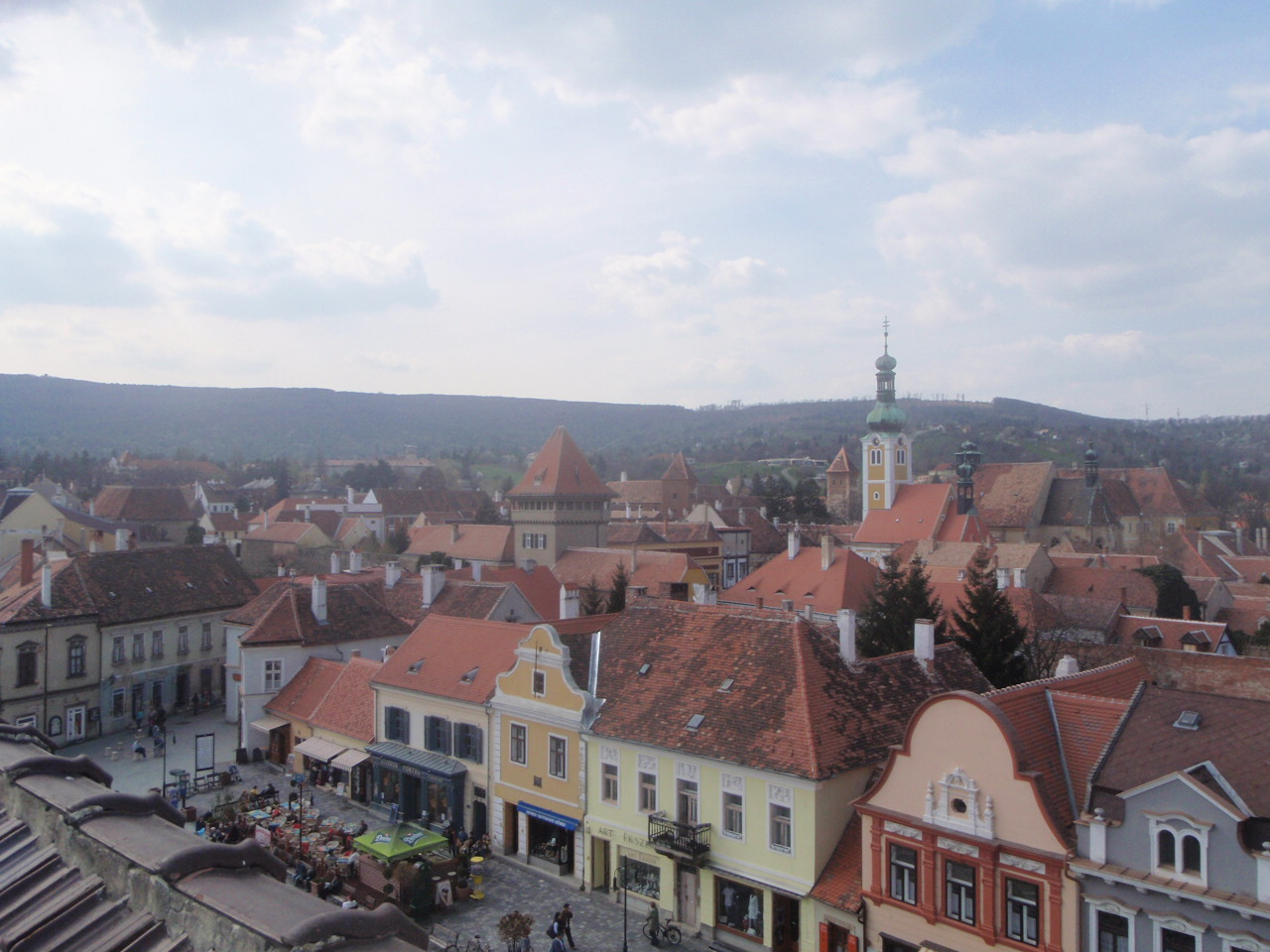
Az óváros látképe

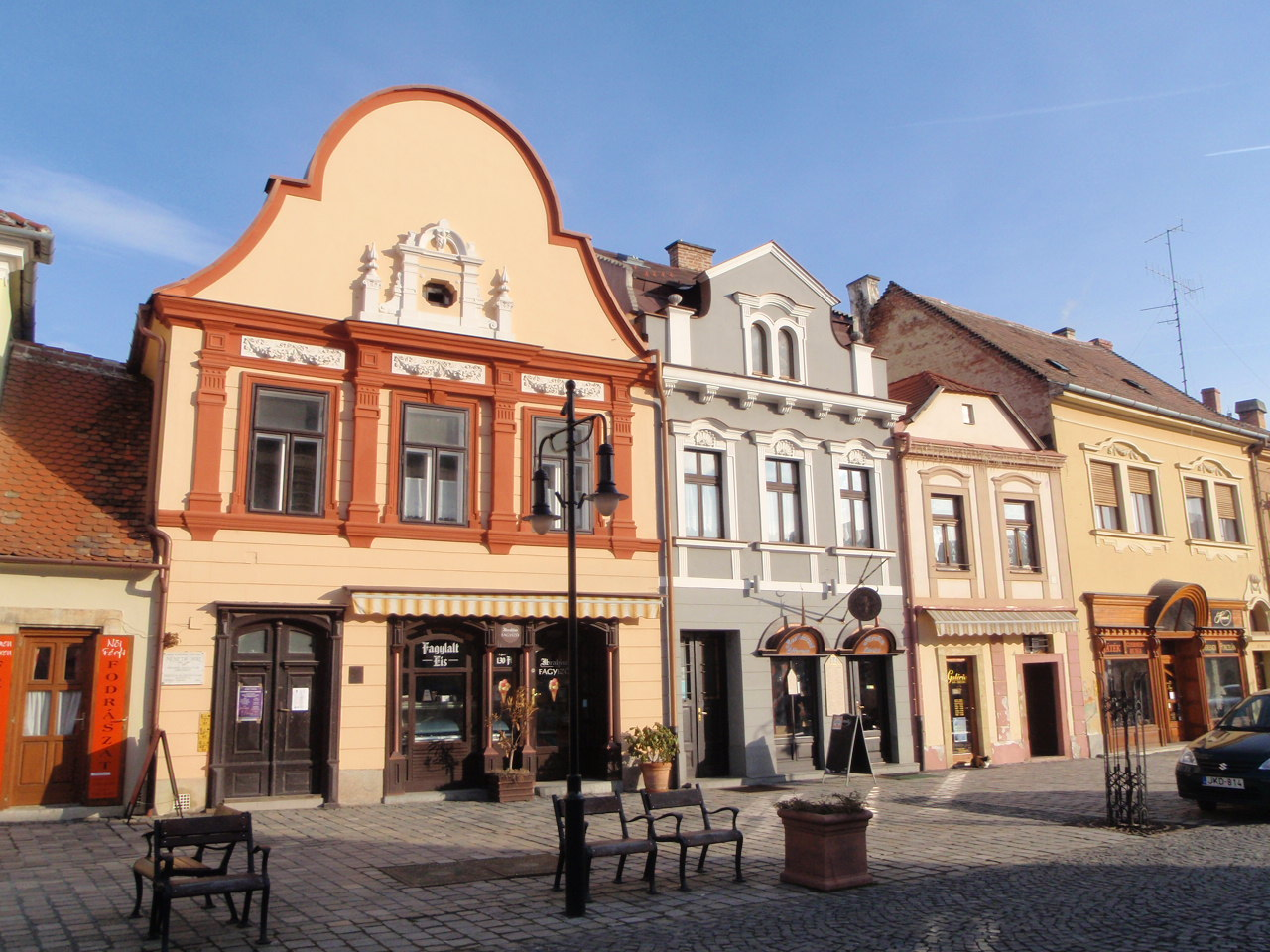
Fő tér – polgári házak

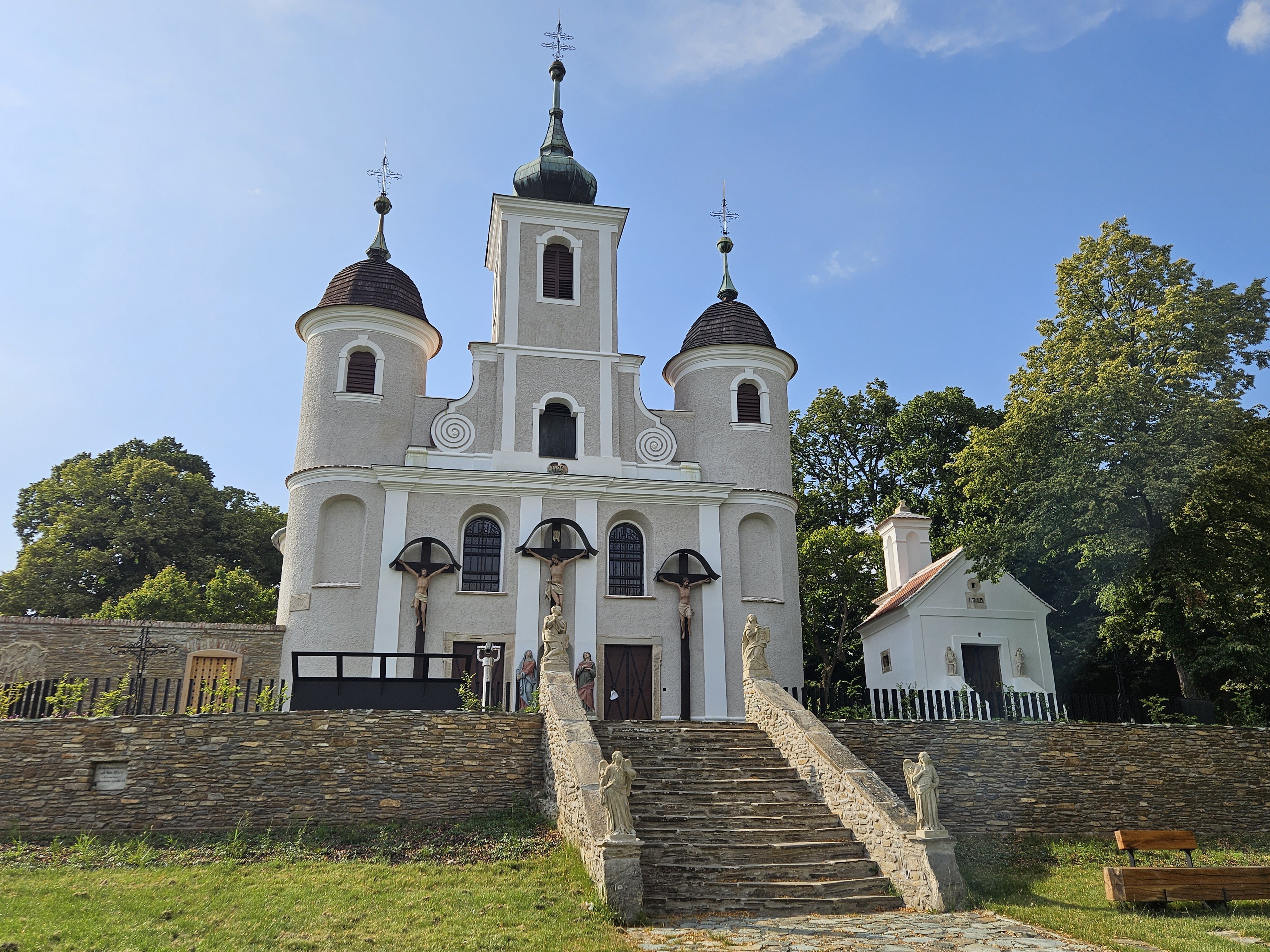
A Kálvária-templom és remetelak a város felett

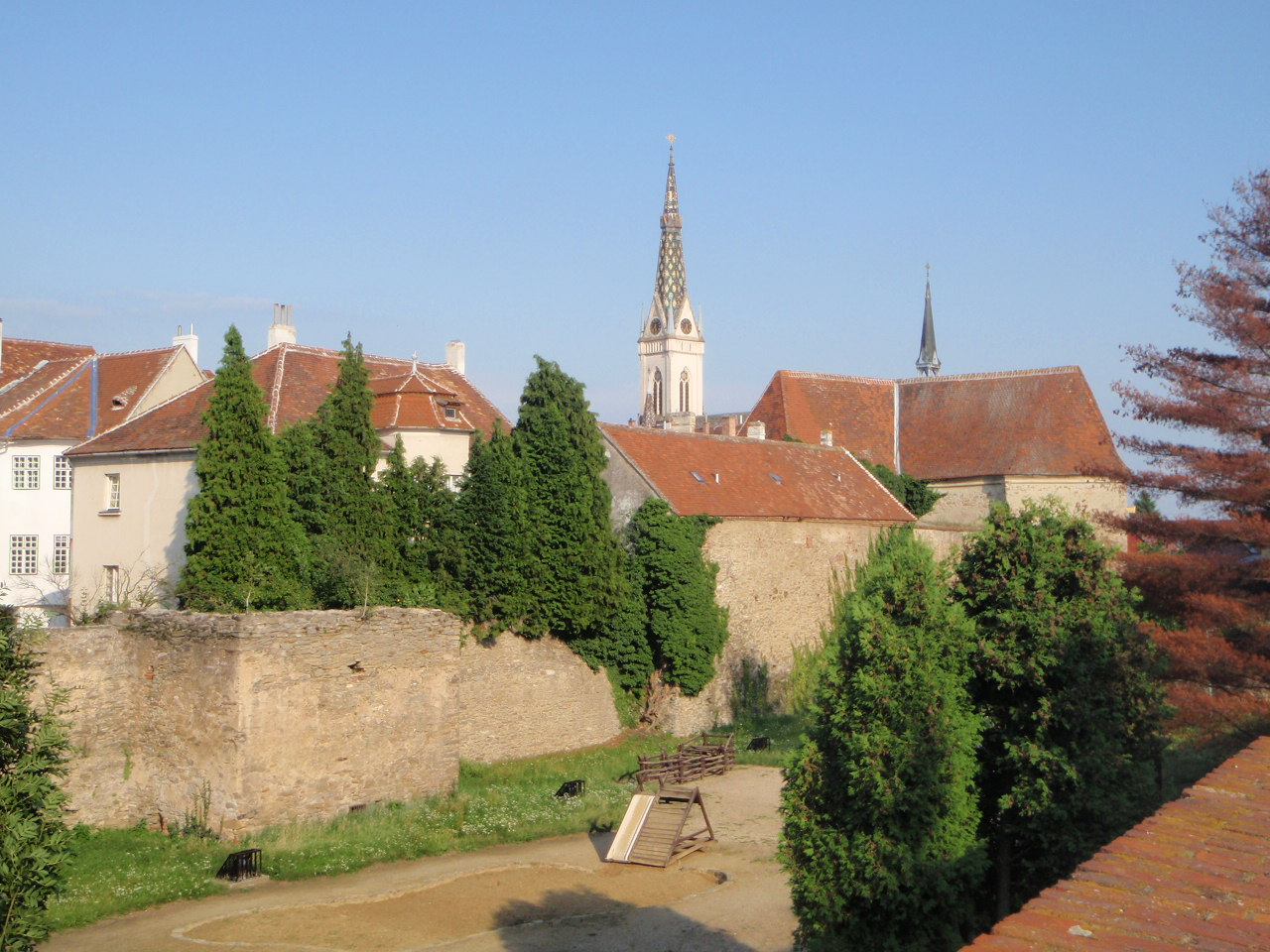
A Zwinger és a városfal

Kőszeg (németül: Güns, horvátul: Kiseg, vendül: Küseg, történelmi szlovák neve: Kysak) város Vas vármegye nyugati szélén, az osztrák határ közelében. A Kőszegi járás központja, a megye harmadik legnépesebb települése Szombathely és Sárvár után. Városrésze: Kőszegfalva.
Gazdag múltja révén sokszor jelentős szerepet töltött be Magyarország és Ausztria történelmében. Vas vármegyében egyedüliként már 1328-ban királyi városi címet kapott, amelyet 1648-ban szabad királyi városi ranggal erősítettek meg. 1532-ben Jurisics Miklós várkapitány megvédte városát a török elleni támadástól, ezáltal megakadályozva Nyugat-Magyarország és Bécs elfoglalását. A város sikeres helytállása először a hírnevet, majd a gazdaság felvirágzást hozta el. Mivel ezt követően a háborúk már elkerülték, mára országunk műemlékekben egyik leggazdagabb városa lett. A történelmi városközpont felújításáért 1978-ban Hild János-díjat kapott, majd 2004-ben a Magyar Televízió nézőinek szavazata alapján az „Az év települése” címet érdemelte ki. 2009-ben „Magyarország legjobban fejlődő ökoturisztikai desztinációja” címet érte el a Kőszegi-hegység településein működő Írottkő Natúrparkért Egyesület. A Kőszegi Tájvédelmi Körzet központja, számos látnivalót kínálva a természet szerelmeseinek.
A városban három kultúra keveredik: a magyar, a német és a horvát. A németek javarészt a 200 évig tartó osztrák fennhatóság alatt települtek be, míg a horvátok még azt megelőzően, a török támadásait követően. A nemzetközi kapcsolatokat a testvérvárosok, a Douzelage szervezet és a színes városi programok jelentik. Kőszegen egyetem is működik. A szőlészetet és borászatot a rómaiak honosították meg, erről már 1279-ből említést tesz egy fennmaradt forrás, illetve tanúskodik róla az 1740-től vezetett „Szőlő jövésnek könyve” is. Természeti szépségei mellett a város területén mérték Magyarország legnagyobb hóvastagságát (151 cm) és a legtöbb csapadékot (1510 mm) is. A városhoz kötődő híres emberek elsői között említendő Ottlik Géza író, az Iskola a határon című könyv szerzője és Chernel István ornitológus, a síelés megszállottja, valamint Lóránt Gyula futballista, az Aranycsapat egyik tagja.

## Fekvése
Kőszeg Magyarországon, a Nyugat-Dunántúlon, a Nyugat-Dunántúl turisztikai régióban, Vas vármegye nyugati szélén, az osztrák határ mentén fekszik, Bécstől 110 km-re délre, Budapesttől 260 km-re nyugatra, Graztól 130 km-re északkeletre, Szombathelytől 18 km-re északra, Felsőpulyától 15 km-re délre. A Kőszegi kistérség és a Kőszegi Tájvédelmi Körzet központja, városrésze: Kőszegfalva. Hazánk schengeni egyezményhez való 2007-es csatlakozásával megszűnt határvárosi szerepe, kapcsolatai könnyebbé váltak a vonzáskörzetének számító egykori Kőszegi járás területével.

### Földrajz
Kőszeg az Alpok keleti nyúlványai között, a Kőszegi-hegység lábánál fekszik, amely a határon túl a Borostyánkői-hegységben folytatódik. A település a Gyöngyös-patak völgyében helyezkedik el. Az alapkőzetet az átkristályosodott kőzetek közül a mészfillit és a zöldpala alkotja. Jó vízzáró képességüknek köszönhetően sok a forrás, a gyors lefutású patak.

### Éghajlat
A klímája szubalpin, mérsékelten hűvös-nedves éghajlatú, de a magasabban fekvő területeken hűvös-nedves. A tél havas, de nem zord, a nyár hűvös és csapadékos. A napsütés évi összege 1800 óra körül mozog. Az évi középhőmérséklet 8,5 °C körüli, a tenyészidőszaké 15,0 °C. Április 25. és október 14. között mintegy 172 napon (fagymentes időszak) keresztül a napi középhőmérséklet meghaladja a 10 °C-ot. A táj csapadékban rendkívül gazdag. A feljegyzések alapján az országban a legnagyobb sok éves átlagos csapadékösszeget 807 mm-rel itt mérték. 1937-ben a Stájer-házaknál már hazai rekordként jegyzik a valaha mért legmagasabb éves csapadékot: 1510 mm-t. (a 73 éven át fennálló rekordot 2010-ben döntötte meg Miskolc-Jávorkút.)
A nyári félév csapadékátlaga 450–470 mm. A hegység magasabb pontjain 60 nap körüli, a mélyebben fekvő területeken 50 nap a hótakarós időszak hossza. Az átlagos hóvastagság 50 cm körüli, azonban szintén a Stájer-házaknál mérték országban az eddigi legnagyobb hóvastagságot: 151 cm-t, 1947. február 19-én.

### Flóra
A Kőszegi-hegység a Ceticum flórajárásába és a Noricum flóravidékhez tartozik. A hegység magasabban fekvő részein természetes fenyőerdő van, főleg luc- és erdeifenyő. A legelterjedtebb erdőtársulás a gyertyános–kocsánytalan tölgyesek, a bükk és a mészkerülő gyertyános–tölgyesek. Bőven található itt erdei ciklámen is, de az Alsóréten találjuk a fehér sáfrány egyetlen magyarországi állományát. A déli lejtők híresek a szelídgesztenyésekről. A város kiterjedt területének 60%-át erdők, 16%-át szántók, 4–4%-át gyepek és gyümölcsösök, 1%-ban szőlők alkotják. A szőlőültetvények a Soproni Borvidéken belül alkotnak külön Kőszeg és Környéke Hegyközséget. Az erdők a Kőszegi-hegységben védelem alatt állnak, az egyes fajokat mégis a környezet változása okozta pusztulás fenyegeti.

### Fauna
Az állatvilágra a Noricum faunakörzet kelet-alpesi és hegyvidéki jellege jellemző. A talajlakókat a százlábúak és az ikerszelvényesek jellemzik, míg a felszínen a futóbogarak, szarvasbogarak élnek, de találunk kullancsokat is. A források és patakok környékén fordul elő a foltos szalamandra. A napsütötte réteken, erdei tisztásokon gyakori a fürge gyík. A területen élő madarak közül említést érdemel a kabasólyom, a búbos banka az nagy őrgébics, ritka vendég a fekete gólya. A madárállomány megfigyelésében jelentős érdeme volt Bechtold Istvánnak. Az emlősök közül nagy számban fordul elő az erdei egér, pocok és cickány, szarvasfélék. Gyakori a mókus, ritkább a nagy pele, muflon, zerge, a sün és a denevérek. Ragadozók közül sok a róka, a borz, a nyuszt, a nyest, a menyét.

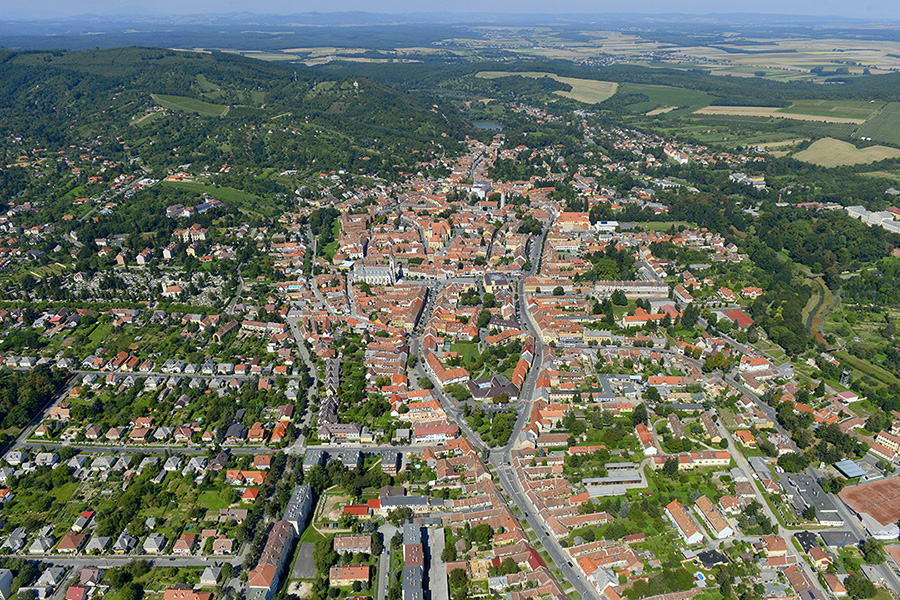
Kőszeg látképe légi fotón (2016)

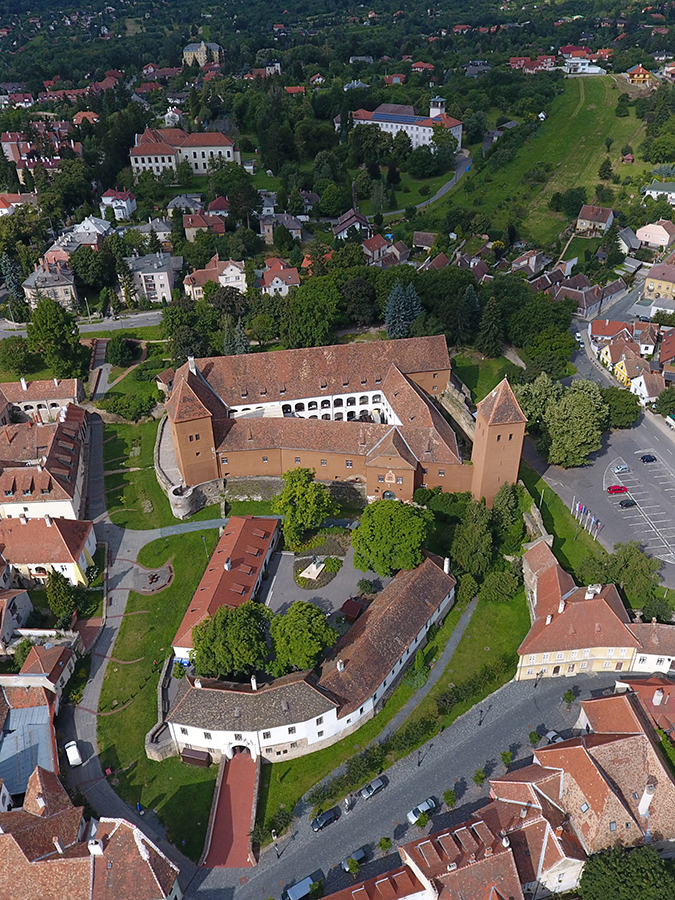
A vár - levegőből fényképezve

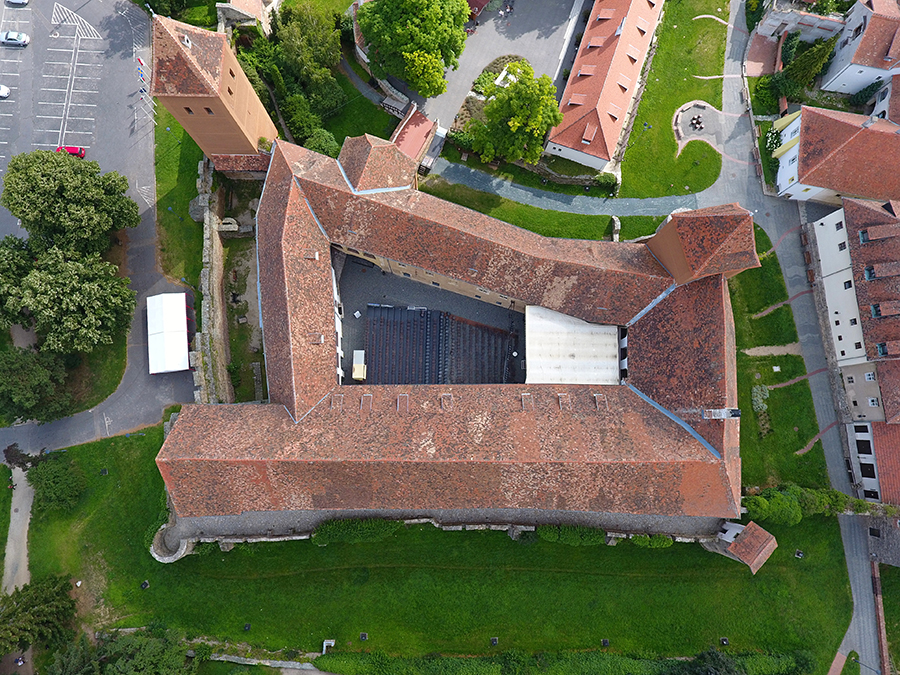
A vár - magasból fotózva

## Története
A Kőszegfalvi-réteken Farkas Csilla 2000. évi optikai kábelfektetés alkalmából végzett leletmentése több régészeti kultúrának, köztük Nyugat-Magyarország első földműves kultúrájának, a középső-újkőkorszaki vonaldíszes kultúrának a megtelepedését igazolta. 2009-ben a lukácsházi árvízcsúcs csökkentő tározó (ma Abért-tó) építését megelőző feltárások során Basticz Zoltán és Eke István vezetésével, ugyancsak a Kőszegfalvi-réteken, a rézkori Balaton-Lasinja kultúra településrészletét tárták fel. A római kor idejére a Kőszegfalván és a városkörnyéken feltárt villagazdaságok, valamint a délkeleti határban húzódó borostyánút utalnak.

### Középkor

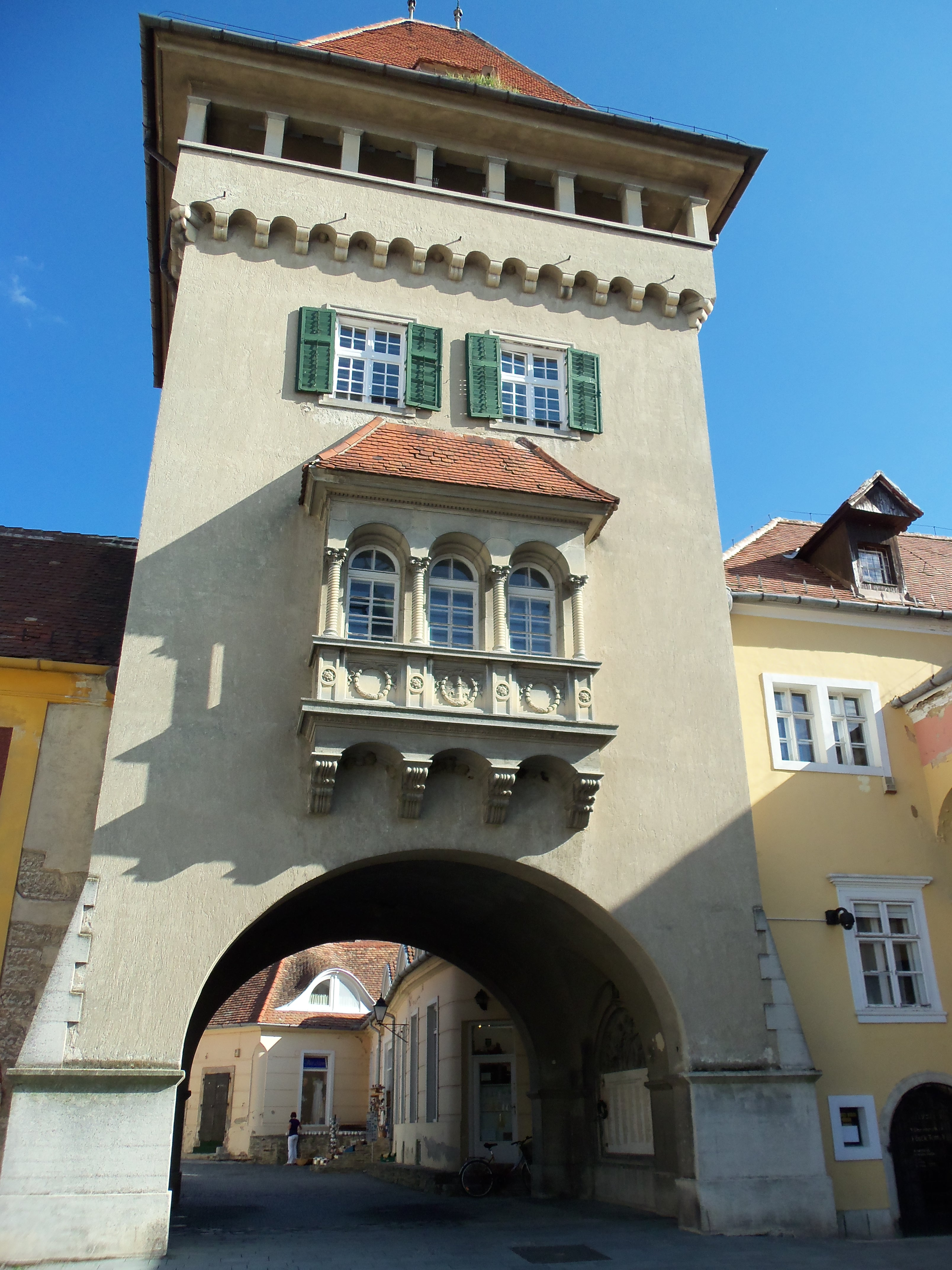
A középkori városfal 1932-ben újraépített Hősök tornya, ma a Városi Múzeum egyik kiállítóterme

A környék már a magyar történelem korai évszázadaiban is jelentős hely volt hadászatilag a fekvése miatt. A Kőszeg nevet a város egy Árpád-kori várról kapta, melynek romjai még ma is láthatóak az Óház kilátónál. 1248-ban említik először ezen a néven egy oklevélben, mely arról tanúskodik, hogy a tatárjárás után IV. Béla király az osztrák hercegtől visszafoglalta a felsővárat. Magát a várost Kőszegi Henrik és fia, Iván építtette. 1289-ben összetűzésbe kerültek I. Albert osztrák herceggel, aki elfoglalta a várost, 1291-ben azonban III. András király visszaszerezte és visszaadta a Kőszegi családnak. 1327-ben Károly Róbert elvette a várost tőlük, és 1328-ban királyi városi címet, önkormányzati és vásártartási jogot adott neki. Később az itt élők még a helyi és a környékbeli borok külföldi eladására is engedélyt kaptak, majd 1336-ban erődépítési munkálatokra kötelezte a polgárokat. Ekkor épült fel a 13. századtól álló földesúri vár és a város szoros összefüggő kettős védelmi rendszere. A 160–180 cm széles városfal kiépítése a 14. századtól indult és a 15. században is folytatódott.
Bár Károly Róbert megígérte, hogy Kőszeg örökre királyi város marad, ennek ellenére Luxemburgi Zsigmond 1392-ben mégis örökjogon Garai Miklós nádornak adományozta a várhoz tartozó uradalommal együtt. Az új birtokos megerősítette a város kiváltságait és jelentős építkezésekbe kezdett; ekkor épült a Szent Jakab-templom.
1445-ben III. Frigyes német-római császár foglalta el a várost V. László nevében, de magának. A császár adta Kőszegnek a ma is használatos címerét 1446-ban. Innen egészen 1647-ig Habsburg fennhatóság alatt, Alsó-Ausztria részeként állt a város, leszámítva egy pár éves időszakot, amikor Mátyás király visszafoglalta, de halála után újra a Habsburgokhoz került. 1526-ban, a mohácsi vész után a soproniakhoz hasonlóan a kőszegi zsidókat is törökbarátsággal vádolták meg, és kiűzték a városból. A zsidó lakosság a Batthyány-birtokon levő Rohoncra (ma Rechnitz, Ausztria) menekült, és onnan csak 1840-ben térhettek vissza.

### Török ostrom

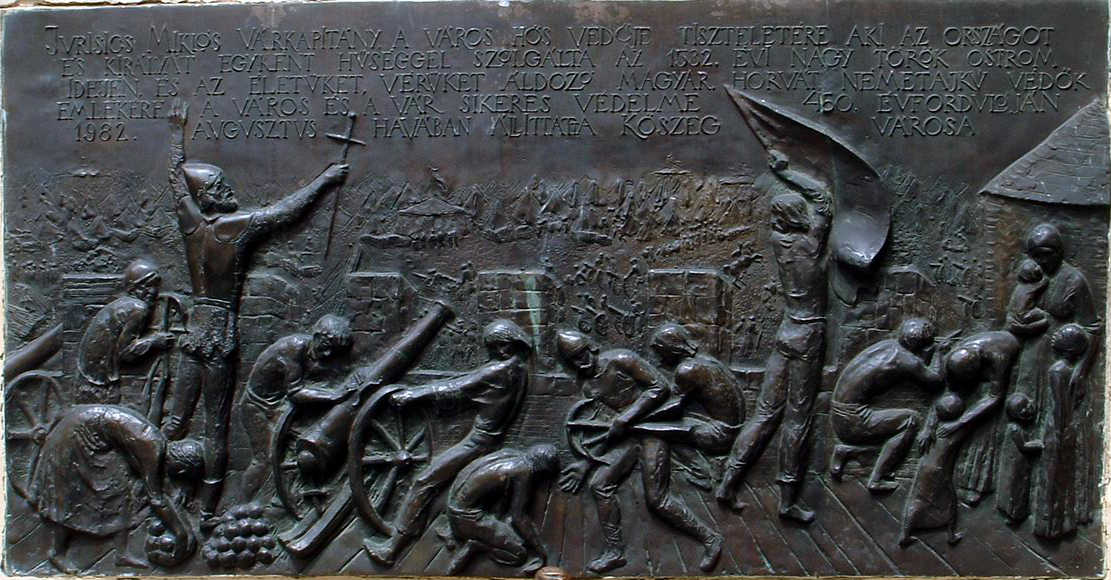
Kőszeg ostroma egy a várban található emléktáblák egyikén

Kőszeg történelmének legnevesebb eseménye az 1532-ben lezajlott ostrom. Jurisics Miklós várkapitány vezetésével a viszonylag kis számú várvédő visszaverte a Bécs ellen vonuló, többszörös túlerőben lévő török sereget. Az ostrom előzménye, hogy 1529-ben a Bécs felé vonuló I. Szulejmán szultán seregei feldúlták a város környékét, elpusztítva a szomszédos Borsmonostor cisztercita apátságát is. I. Ferdinánd elrendelte, hogy a város úrbéri tartozását a falak erősítésére fordítsák, továbbá 1530-ban Jurisics Miklóst és Joseph Lamberg krajnai főkapitányt Isztambulba küldte. 1532. augusztus elején érte el a várost Ibrahim nagyvezír előhada, és ötnapi felvonulást követően augusztus 10-én kezdetét vette az ostrom.
A Szulejmán szultán által vezetett, az akkori világ legerősebb 150 000 főnyi török seregéből 60–70 000 – ebből 15 000 janicsár – fordult a vár és a város ellen. Jurisics néhány száz katonájával és 700 idemenekült jobbággyal húsz napig védte a várat, aminek falai között még 1800 asszony és 2300 gyermek is volt. A török 19-szer intézett támadást, miközben a falakat is aláaknázta, és egyszer 10 öl hosszban fel is robbantotta. Az oszmán sereg a várárkokat várfal magasságig három irányban feltöltve támadta, ami ellen gyújtogatással védekeztek. A sikertelen ostromot követően augusztus 30-án, a vár elfoglalása nélkül, de annak jelképes átadásával, megkésve vonultak Bécs felé, így ott már az egyesült keresztény zsoldoshadsereg várta az ütközetet. A kőszegi védőket segítette a védmű erőssége, a hősies helytállás és a hetekig tartó esőzések is.
A szultán a Király-völgy és a Kálvária-hegy közötti dombról követte az eseményeket. Ez azóta a Szultán-domb elnevezést viseli. Az ostrom emlékére Kőszegen nem csak délben, hanem délelőtt 11 órakor is meghúzzák a harangokat. A hagyomány szerint Ibrahim pasa sátrának helyét a Petőfi téren, a mai sporttelepen álló Szent Lénárd-kápolna jelöli. A következő évben a császár a harcban megsebesült Jurisicsot báróvá emelte, majd a várat 1537-ben örökbirtokul adományozta neki, 1538-ban pedig az öt alsó-ausztriai terület kapitánya lett. A csata emlékére 2007-től a Félhold-Telihold rendezvények elevenítik fel a hőstetteket.

### Újkor

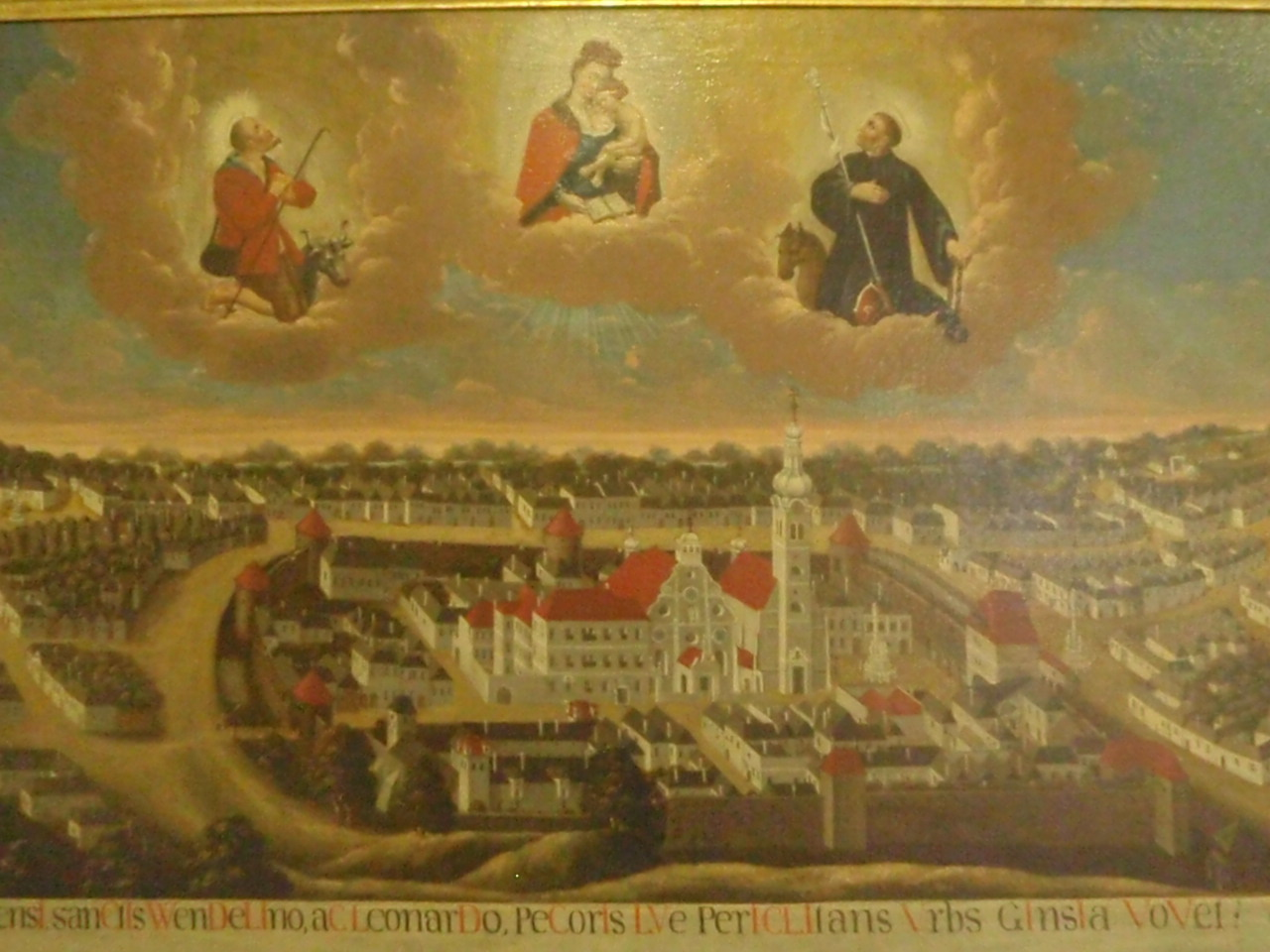
Kőszeg 1746-os látképe

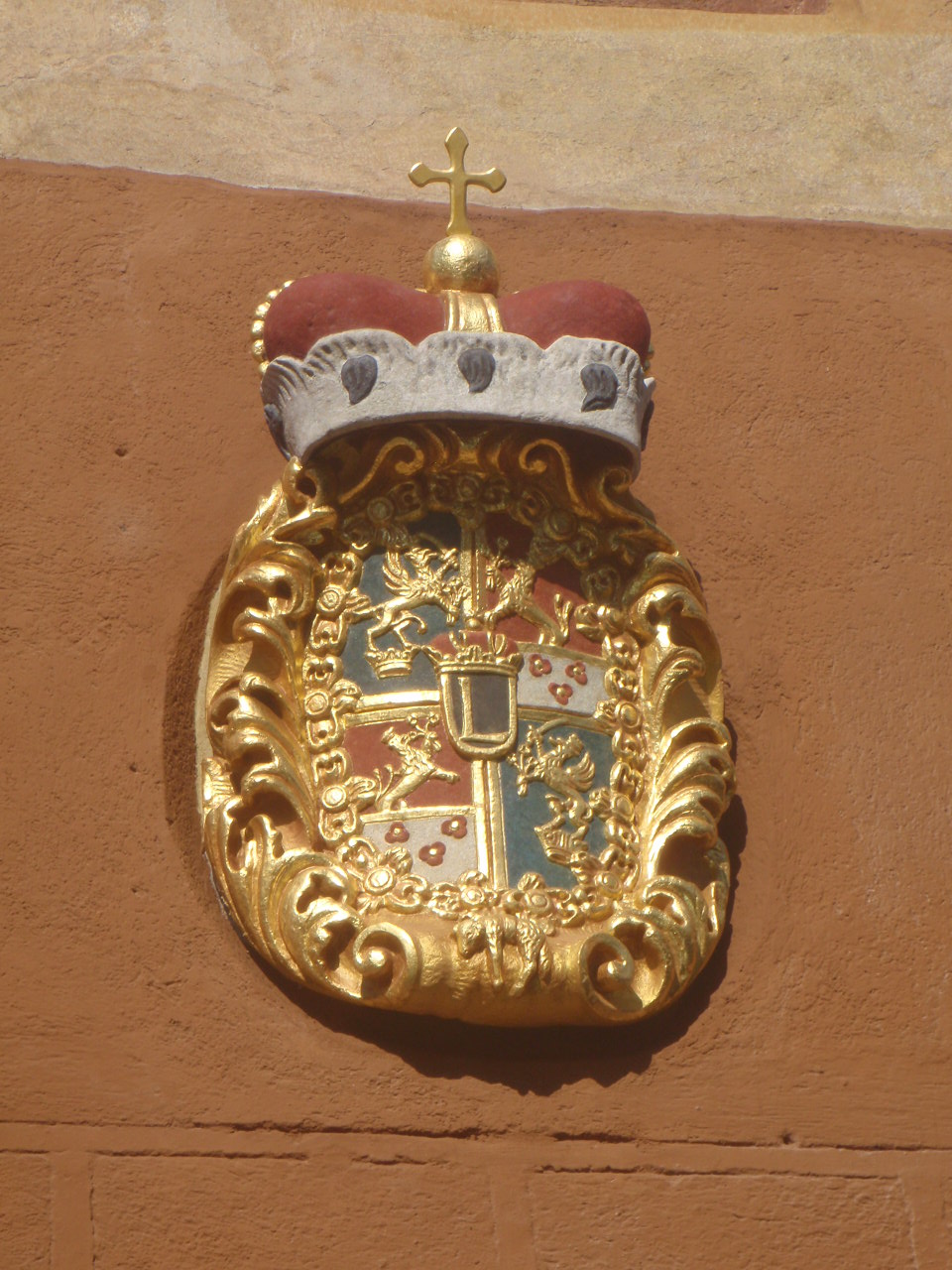
Az 1695-től Esterházy Pál nádor birtokában lévő vár és az ott található címere

Az ostrom után a város adómentességet és kiváltságokat kapott I. Ferdinánd császártól. A várat újjáépítették, ekkor nyerte el mai formáját. Az elkövetkezendő két évszázadban a város virágzásnak indult, köszönhetően annak is, hogy a Bécs és az Adriai-tenger közti útvonal egyik kereskedelmi állomása lett. A korszak egyik érdeme a város reneszánsz épületei, mint például a Sgraffitós ház. 1648-ban a város visszakerült Magyarországhoz. III. Ferdinánd kegyelméből 1648. november 6-ától immár véglegesen szabad királyi város lett, amely címet 1871-ig megtartotta, de jelentősége egyre csökkent, nehéz anyagi helyzetbe is került. Minden évben november 6-án a Király Nap ünnepsége emlékeztet az évfordulóra. 1680-ban az ellenreformáció hatásaként jezsuita kollégium és gimnázium épült a városban. 1695-ben a vár és az uradalom Esterházy Pál nádor birtokába került, majd a család 1931-ig birtokolta a kőszegi várat. A Rákóczi-szabadságharcban sokat szenvedett a város a hadi helyzet változásától, majd 1711 után a hadi utak végleg elkerülték és megszűnt az erődítményváros jelleg, valamint a 18. század derekán megkezdődött a várárok feltöltése, a városfalak bontása. A város életében döntő jelentőségű volt, hogy 1724-ben nemesi bíróságot, úgynevezett kerületi táblát helyeztek ide, ezen kívül Debrecenben, Eperjesen, Nagyszombatban és Zágrábban működött hasonló.
A 18. században alapították a Kelcz Adelffy-féle árvaházat, amely később általános iskola volt (1989-ig), ma üresen áll a Várkör és az alapító nevét viselő utca sarkán. Az első telepesek megérkezésével, 1713. május 9-én megalapították Kőszegfalvát. 1743-ban átadták a jezsuita patikát a mai Jurisics téren álló, 1980. október 1-jén megnyitott Arany Egyszarvú Patikamúzeum elődjét. 1746-ban elkészült Francz Bálint városábrázolása a városfalak áttörése és a tornyok lebontása előtt, amely ma is hiteles forrásmunka a város felújításához és kutatásához. 1774-ben adakozásból épült a Sziget utcában álló egykori szegényház, copf stílusú tornyával. 1795-ben megnyílt a híres Bálház vendéglő, amely a város arisztokrata, köznemesi és polgári családjainak találkozóhelye volt, és többek között 1846-ban itt adott koncertet Liszt Ferenc is, ezt a ház falán emléktábla is megörökítette. 1809. május 30-án, Bécs elfoglalását követően Napóleon seregének egy Beauharnais tábornok vezette egysége bevonult a városba.

### A 19. század második felében

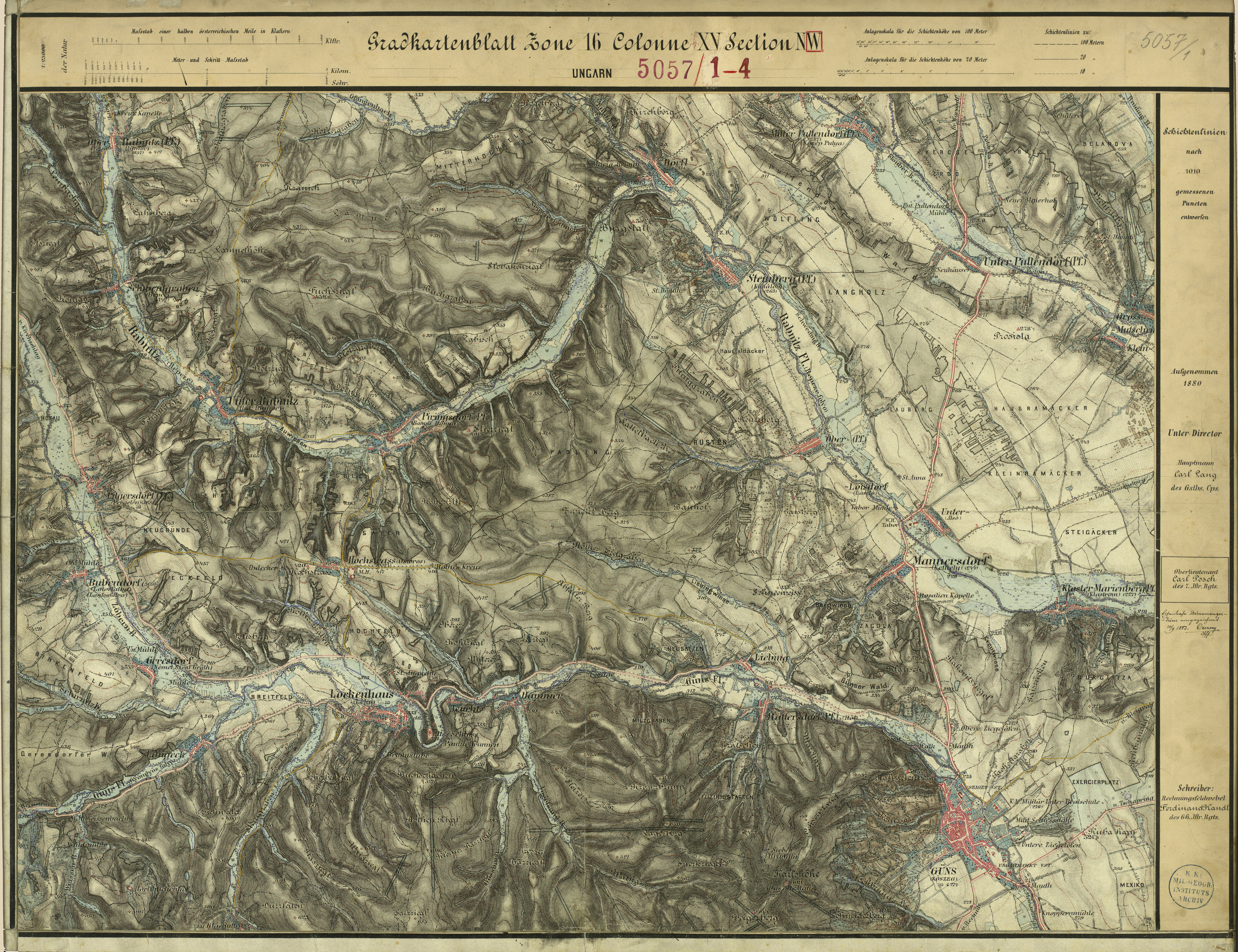
Kőszeg és környéke az 1880-as katonai felmérésen

1848–49-es szabadságharcban a város inkább Habsburg-hű volt, mégis szabad királyi autonómiáját elveszítve 1860-ig a soproni katonai, majd polgári kerület fennhatósága alá került.
Az osztrák főparancsnokság 1856-ban katonai nevelőintézetet nyitott itt, amiből 1874-re kinőtte magát a nyolc magyarországi altisztképző intézet egyike. 1922-ben felvette a Hunyadi Mátyás nevet, a Mátyás tiszteletére emelt szobor ma a Várkörön lévő parkban áll. Növendéke volt Ottlik Géza író és Boross Péter volt miniszterelnök. 1945-ben megszűnt az iskola, helyén 1957 óta a Dr. Nagy László Gyógypedagógiai Intézet működik, amit 1992-ben felújítottak. 1869-ben megalakult az Önkéntes Tűzoltóegylet, a mai városi tűzoltóság elődje.

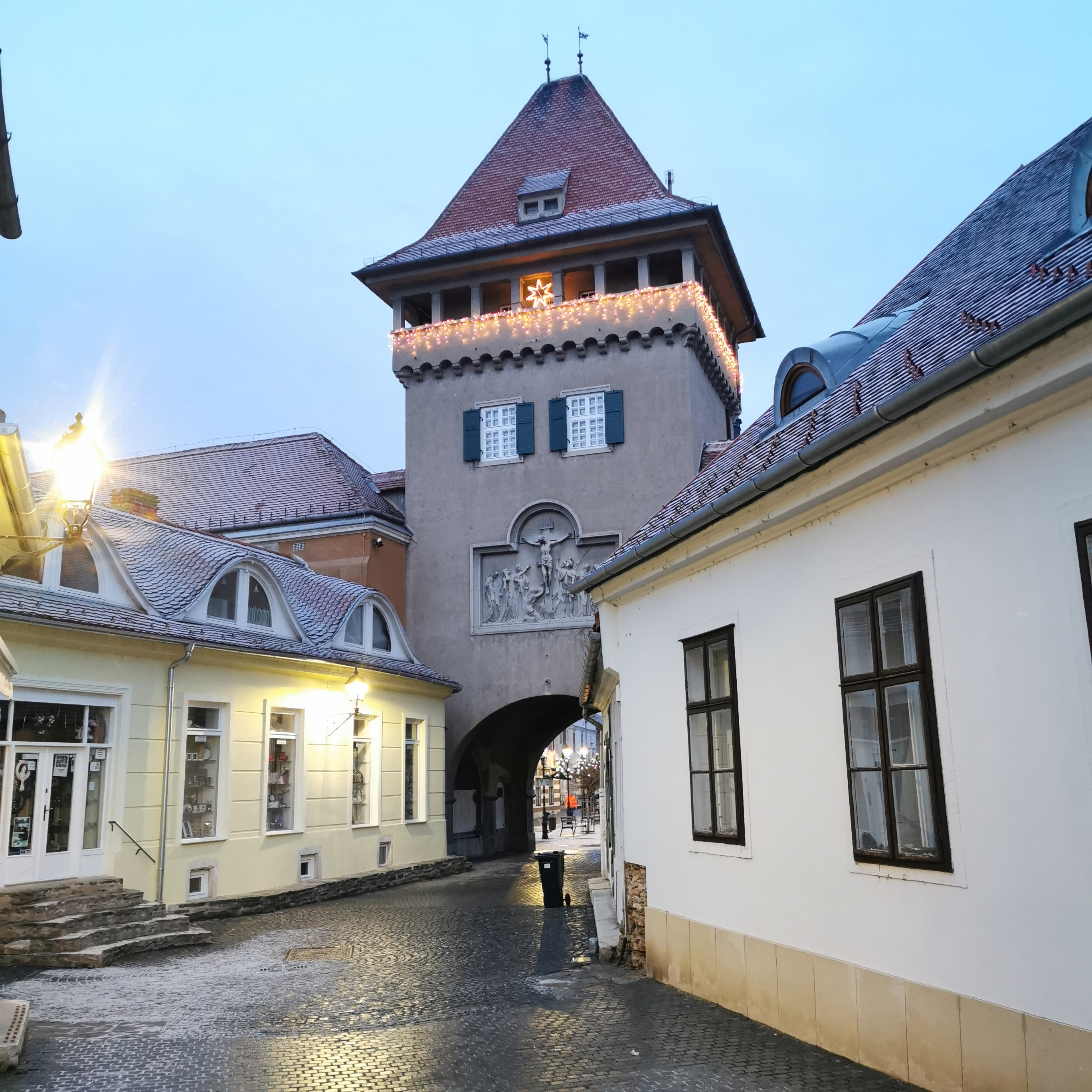
Hősök tornya, ma Városi Múzeum

A kiegyezést követően a protekcionista várospolitika részeként kedvezményes telkekkel, adó- és építőanyag kedvezménnyel segítették új intézmények idetelepítését. Számos új, jelentős intézményt alapítottak ebben az időszakban. 1868-ban elkészült a Domonkos-rendi tanítónővérek kőszegi iskolája, ma a Domonkos-rendi nővérek Árpád-házi Szent Margit Általános Iskolája a Várkör 34. alatt. Ugyanebben az évben megnyílt az Elisabethinum, a vármegye egyik első óvodája (Várkör 18.), melyet azóta lebontottak és a helyén üzletet, lakóházat emeltek. A Honvédlaktanyát 1872-ben adják át, ezt 1960-tól lakóházként találjuk a Rákóczi utca 78. sz. alatt. 1894-ben megnyitották a Dreiszker-féle szanatóriumot, ma idősek otthona működik benne a Kálvária utcában. Az Evangélikus Leánylíceum és Internátust 1899-ben avatták fel, jelenleg itt található az Evangélikus Szakközépiskola az Árpád tér 1. alatt. 1908-ban indult a tanítás a Bencés Főgimnáziumban, ma Jurisich Miklós Gimnázium néven folytatva a hagyományokat (Hunyadi utca 10.).
1880-ban lebontották a Városháza utcában lévő Alsó kaput, amelynek a helyén a kőszegi ostrom 400. évfordulójára – 1932-re – felépült a Jurisics teret máig uraló Hősök tornya.
Kőszeg és Vidéke néven 1881-től indult útjára magyar nyelvű helyi újság, melyet ma már havi lapként terjesztenek. A német nyelvű Günser Anzeiger már 1874-től kiadásra került, melyet 1882-ben a Günser Zeitung is követett.

### Az első világháborút követően

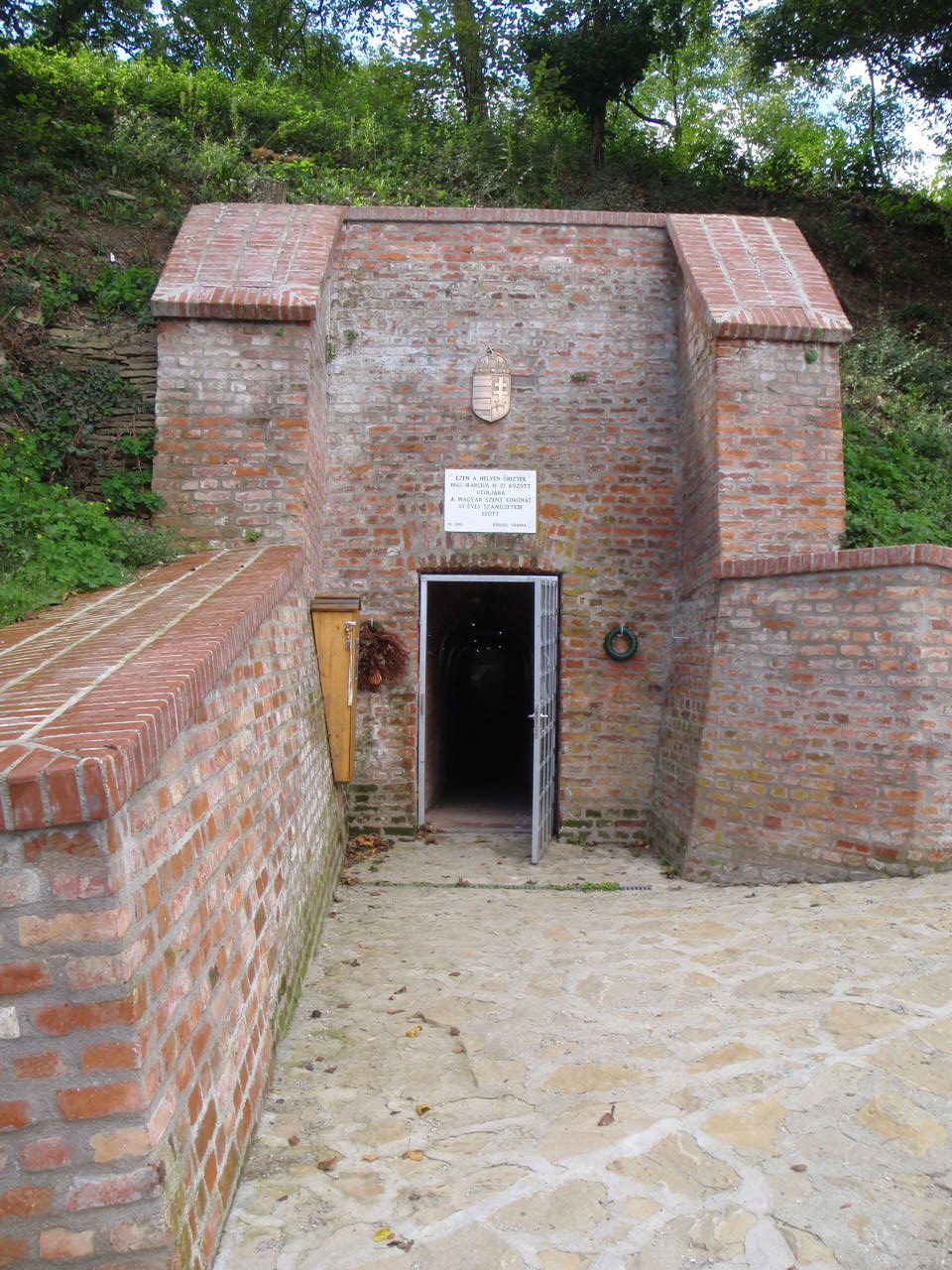
Kálvária utca, a Szent Korona őrzőhelye 1945. március 18–27.

A város az első világháború után, amikor a kőszegi járás nagy részét Ausztriához csatolták, elvesztette vonzáskörzetének javát, és az ország peremére szorult.
1926-ban megalakították az Állami Tanítóképzőt, amely a Berzsenyi Dániel Főiskola, a mai Soproni Egyetem (volt: Nyugat-magyarországi Egyetem) szombathelyi karának előzménye.
A második világháború idején rövid időre a Kőszegi-hegységben létesített, Bakay Kornél által 2002-ben feltárt bunkerban rendezkedett be Szálasi Ferenc. A Kálvária utcában lévő jégpincében helyezték el a Szent Koronát 1945. március 18–27. között. A III. Ukrán Front 1945. március 29-én vonult be a városba, pusztítást nem okozva. A második világháború alatt több ezer munkaszolgálatost (nem csak zsidókat) zártak itt átmeneti táborba a volt téglagyárban. Sokukat továbbhajtották ausztriai koncentrációs táborokba, másokat helyben, az akkori téglagyár barakkjában végeztek ki. Ezzel a kőszegi zsidókat gyakorlatilag kiirtották. 1989-re elkészült a téglagyár mellett létrehozott parkban az emlékmű.

### 1945-től napjainkig

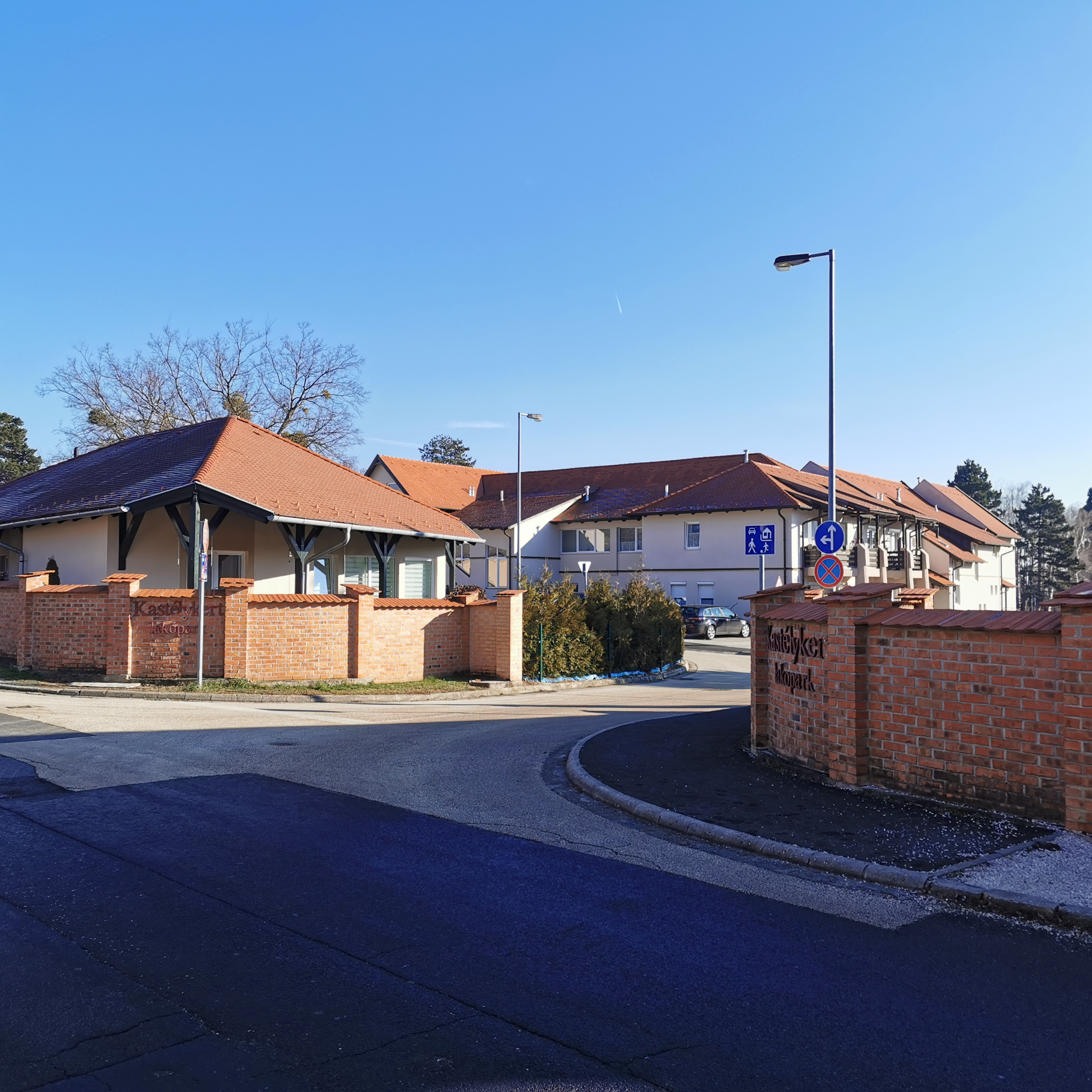
A Kastély Lakópark bejárata

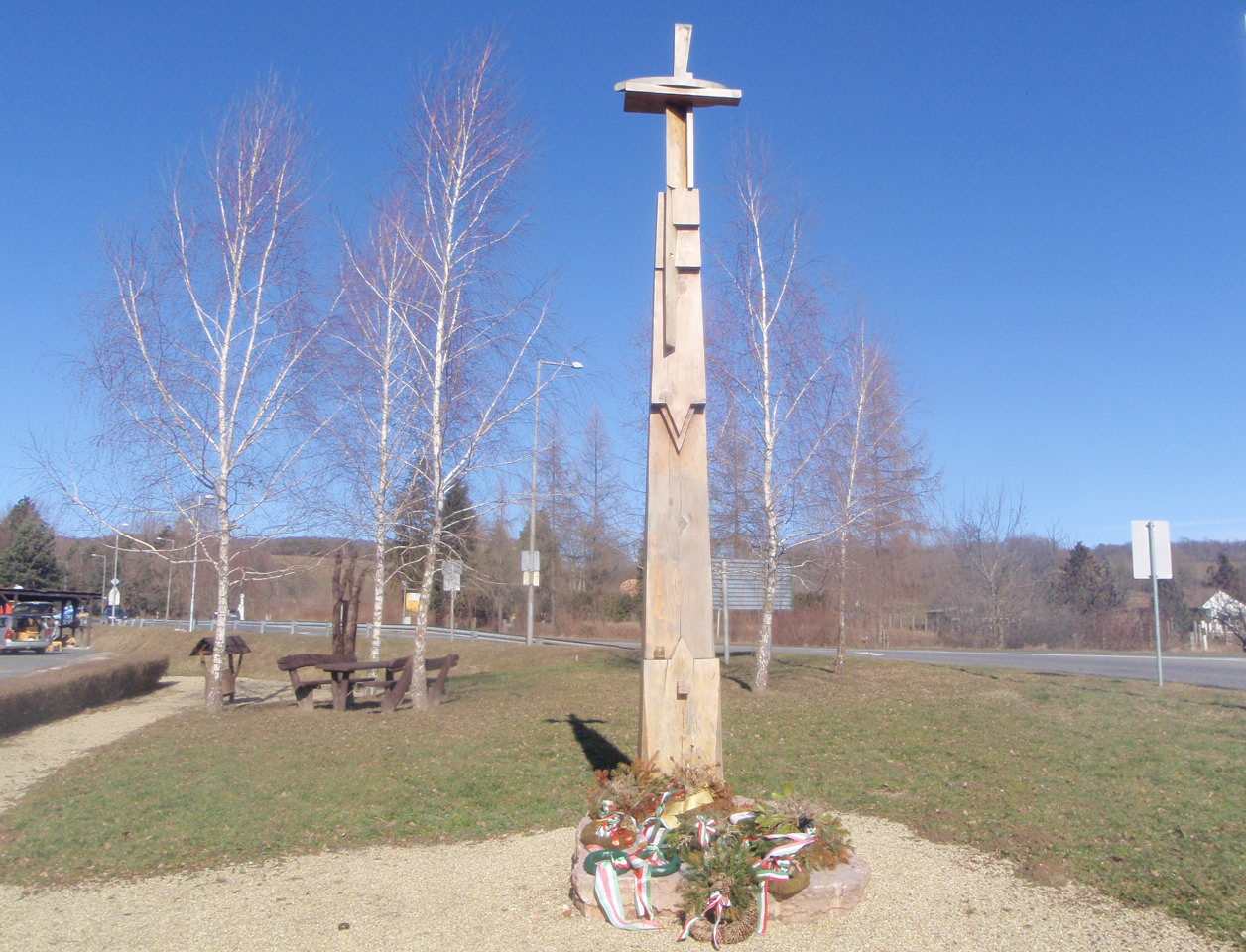
1956-ban hazánkból elmenekültek emlékére és a befogadó osztrák állam iránti hálából

A Jurisics vár kulturális célú hasznosítása 1954-től van napirenden. 1963. augusztus 31-én nagyszabású ünnepségsorozat keretében adták át a felújított épületegyüttest.
1966-ban síugrósánc létesült a Kenyér-hegyen, és ma is a Kőszegi Síugró Szakosztály használja. A télisportok fejlesztésében 1972-ben a Chernel István sípálya átadása következett.
A határátkelőhely új épületét 1968-ban adták át, amelyet 2007-ben a schengeni egyezményhez való csatlakozással bezártak, ma üresen áll. Ugyanebben az évben kezdődtek a kőszegi szüret rendezvényei, először kétévente, majd évente, ami nemzetközi résztvevőkkel szüreti karnevállá fejlődött.
A IV. ötéves terv időszakában, 1971-ben kezdődött a tömeges lakásépítés. Az északi városrészben lévő barakkok helyett a déli városrészben négy ütemben lakótelep létesült. Az új városrészt ma Újvárosra, korábban (1975]]-től) Kiss János altábornagy lakótelepre keresztelték, és emlékére mellszobrot avattak 1983-ban.
1978-ban a település Hild János emlékérmét kapott „a városméretű műemlékvédelem terén…” elért másfél évtizedes eredményekért. Átadták a Csónakázótavat és az ott kialakított közparkot. 1979-re készült el a Fő téren álló Hotel Írottkő épülete. 1982-ben elkészült a Verbita Missziós ház épületéből átalakított 187 személyes Park Szálló, ami a rendszerváltástól ismét eredeti funkcióját tölti be.
1992-ben újra városi bíróság kezdte meg működését a településen. 1993–97 között létesült a Kőszeg–Szombathely regionális csatornarendszer, amelyhez 13 település csatlakozott, a városi tisztítóművet ezt követően bezárták.
A millecentenárium évében, 1996-ban készült el az Óház kilátó. 2006-ban elkészült a Fő tér és szűkebb környezetének felújítása.
2004-ben a Magyar Televízió Főtér című műsora által „Az év települése” címet nyerte el a város.
2009-ben a Kethelyi úton felavatták a Munkácsy-díjas Tornay Endre András alkotását az 1956-os forradalom emlékére. A határ felé vezető út menti helyválasztás egyben jelképezi a hazánkból elmenekültek és az őket befogadó osztrák állam iránti hálát is.
A város 2017. július 17-én gyorsforgalmiút-kapcsolatot kapott Ausztria felől az S31-es gyorsforgalmi út Rőtfalváig való meghosszabbításával, amelyhez tartozóan az új határátlépő út is elkészült - a korábbi határátkelőt és Rőtfalvát elkerülve - 2020. november 26.-án.

## Közélete

### Polgármesterei
- 1990–1994: Básthy Tamás (nem ismert)[32]
- 1994–1998: Básthy Tamás (KDNP-FKgP-MDF-KVIT)[33]
- 1998–2002: Básthy Tamás (Fidesz-MDF-MKDSZ)[34]
- 2002–2006: Kuntner Ferenc (független)[35]
- 2006–2010: Huber László (Fidesz-KDNP)[36]
- 2010–2014: Huber László (Fidesz-KDNP)[37]
- 2014–2019: Huber László György (Fidesz-KDNP)[38]
- 2019–2024: Básthy Béla (Fidesz-KDNP)[39]
- 2024– : Básthy Béla (Fidesz–KDNP)[1]

## Közlekedés

### Közút
Közúton délről, Szombathely felől a 87-es főúton, Budapest felől Győr, Kapuvár, Fertőszentmiklós érintésével; Bécs felől az A3 autópályán és S31 autóúton; Felsőpulya irányából a B61 úton, illetve Felsőőr és Rohonc felől Bozsok érintésével érhetünk a városba.
A környék kisebb települései közül Lövővel (Sopronhorpácson és Zsirán át) a 8627-es út, Nemescsón át Acsáddal a 8636-os, Kőszegszerdahellyel pedig a 8719-es út köti össze.
Kerékpáron a Fertő-tó felől osztrák oldalon kerékpárutakon; az Őrség felől Ják–Vas-hegy–Bucsu–Bozsok–Cák útvonalon. Bük felől Csepreg érintésével közúton kerekezve, illetve Ólmod érintésével kerékpáros úton.

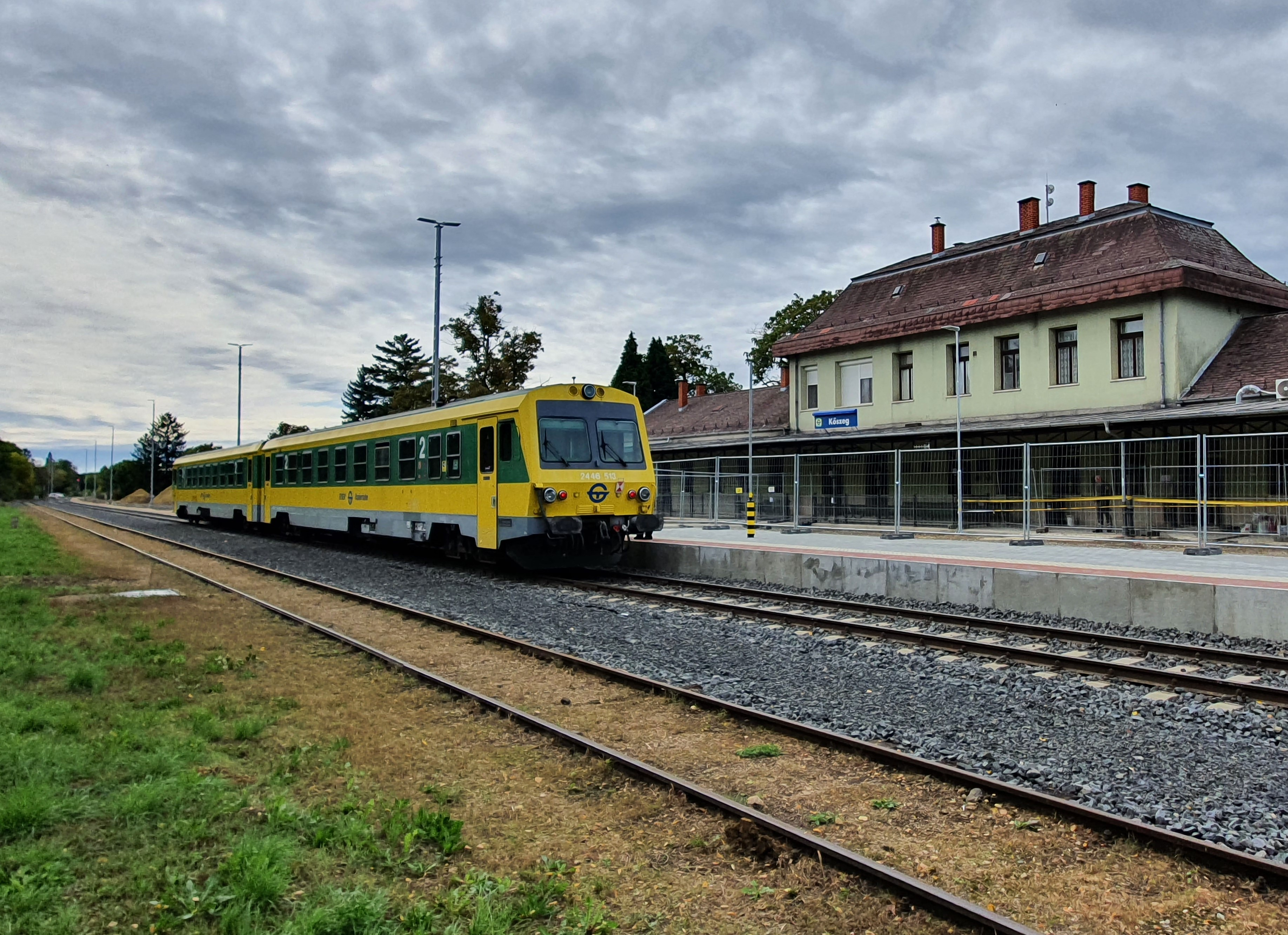
Kőszeg vasútállomás

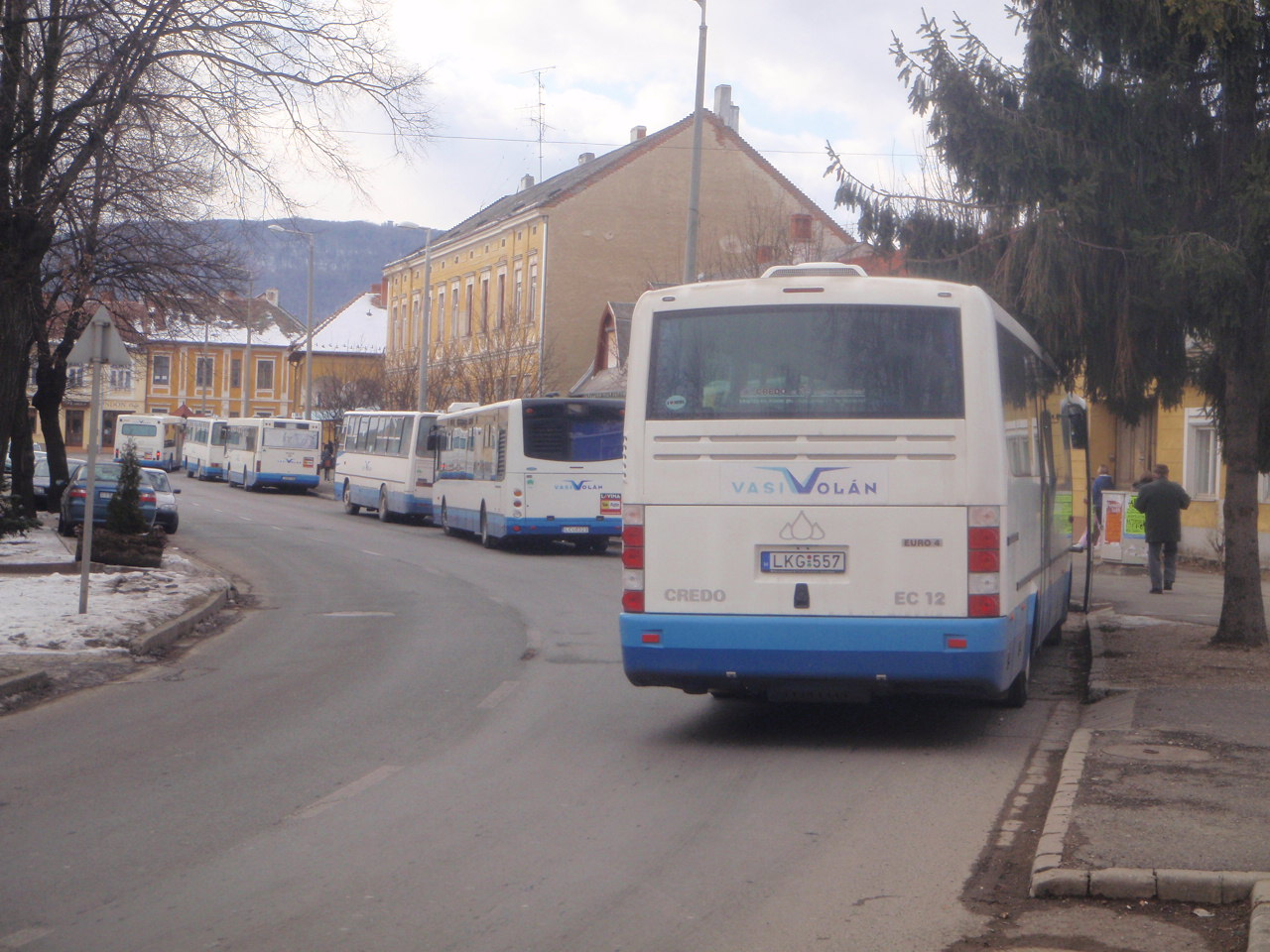
Buszpályaudvar a Liszt Ferenc utcában

### Vasút
A várost elkerülték a jelentősebb vasútvonalak, habár 1847-ben tervek is születettek a Bécsújhely–Sopron–Kőszeg–Szombathely–Zalaszentgrót–Nagykanizsa–Fiume vasút létesítésére.
1883. augusztus 1-jén nyitották meg a 17,1 km hosszú Szombathely–Kőszeg szárnyvonalat, melyet a Kőszeg–Szombathelyi Helyiérdekű Vasút-társaság épített. 1908. november 5-én adták át a forgalomnak az 56,5 km hosszú Sopron–Kőszeg-vasútvonalat, mely a Felsőpulyai járás településeit is elérhetővé tette a város számára. 1913. november 8-án nyitották meg a Sárvár–Répcevis–Felsőlászló-vasútvonalat, amely révén Csepreg, Bük, Sárvár felé közvetlen kapcsolat létesült. A trianoni békeszerződés következtében azonban a vasútvonalakat a határok többször is metszették. Sopron–Rőtfalva felé 1951. október 6-án állt le a személyforgalom, 1960. szeptember 1-jével a teherforgalom. Jelenleg ütemes menetrend szerinti forgalom zajlik Szombathely irányában.
A vasútvonal 1883-as átadásakor épült Kőszeg vasútállomás mai főépületének elődje, amelyet az 1930-as években bővítettek emelettel, manzárdtetősre. A vasútvonalak 100 éves évfordulóin emléktáblákat avattak az állomáson. A vasútvonalat 2011. október 1-jétől a GYSEV vette át.

### Közösségi közlekedés
A város közúti közösségi közlekedését autóbuszokkal biztosítják. Elővárosi buszközlekedés működik Kőszeg és Szombathely között, érintve az útvonalába eső összes helyi járatú megállót is. 2019 óta a buszközlekedés szolgáltatója a Volánbusz.
A helyközi járatok a térség nagyobb városai így Sopron, Tatabánya, Zalaegerszeg, Lenti, Kapuvár, Sárvár, Bük és Csepreg, továbbá Bécs (Wien) és Felsőpulya (Oberpullendorf), illetve a Kőszegi járás kisebb települései felé is eljutnak. A buszpályaudvar a belváros mellett, a Liszt Ferenc utcában található.
Az új közös állomás 2022 nyarán készült el. Ennek lényege, hogy a buszpályaudvar és a vasút közös helyen legyen. A városi forgalmat két elektromos midibusszal tervezik megoldani.

### Légi közlekedés
A város 100 kilométeres körzetében több jelentős nemzetközi repülőtér is található, melyeken keresztül a fontosabb úticélok elérhetők: Bécs, Graz, Pozsony.

## Gazdaság
Kőszegen nagy múltja van a szőlőtermesztésnek, már egy 1279-es oklevélben említik. A középkorban mező- és erdőgazdálkodás mellett a kereskedő város céhes kézműipara volt a jellemző. Kőszeg gazdagságát emelte, hogy I. Ferdinánd az 1532-es ostromot követően húsz évre szóló vám- és harmincad mentességet adott a városnak, aminek révén nagy haszon keletkezett a nyugatra irányuló élőállat tranzitkereskedelemből. Az 1746-os városi jegyzőkönyv szerint „…az bornál a Nemes Városnak nincsen egyéb hasznos gazdálkodása”, tehát a 18. századi céhes ipar és kereskedelem sem tudta túlszárnyalni a borgazdálkodás jövedelmét. 1781–1848 között a polgárjogot szerzett kézművesek között a posztókészítők (152 fő), a csizmadiák (111), a szabók (94), a vargák (59), a mészárosok (29), a takácsok (27), az asztalosok (26), a pékek és a kovácsok (23–23), a tímárok (22), a csapók (17), a kalapkészítők és a szűcsök (15–15), az ácsok, a német szabók és a nyereggyártók (14–14), a bognárok és a fésűkészítők (13–13), a gombkötők (12), a kőművesek, a lakatosok, a szappanfőzők és az üvegesek (11–11), valamint az esztergályosok, a fazekasok és az órások (10–10) voltak. Mindemellett ma már különlegesnek számító szakmákat is találunk, például keményítő- és hajporkészítő, harangöntő stb.
A 18. század végén a közeli és olcsóbb osztrák áruk konkurenciáját kezdték panaszolni, majd a napóleoni háborúk idején érkező megrendelések újra fellendítették a kézművesek forgalmát.
1818-ban a posztógyártás volt a város legnépesebb szakmája, 98 mesterrel és 30 legénnyel. 1845. április 27-én megalakult a Kőszegi Posztó- és Gyapjúszövetgyár Egyesület, majd 1863-ban tönkrement.
1842-ben kőszéntermelésre alakult a városban részvénytársaság, két évvel később a Takarékpénztárat is felállították. A helyi ipar az 1850-es évektől életbe lépett iparszabadság ellenére továbbra is céhekbe tömörült kézművesekre alapozódott, akik viszont a jelentőségükből sokat veszítettek.

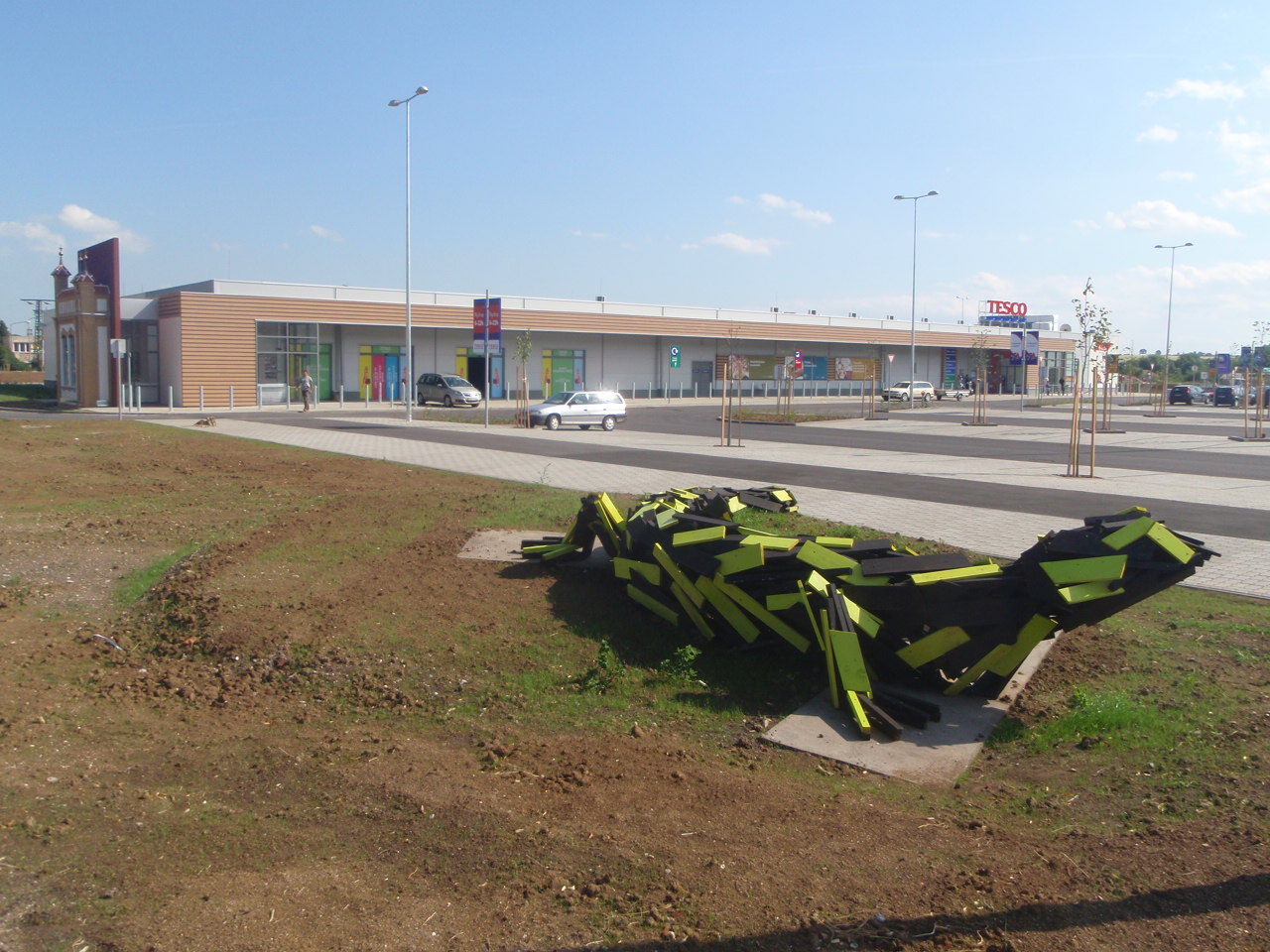
A Tesco áruház, baloldalt a műemlék fallal és Textil Történeti Múzeummal, előterében a Kőszegi-hegységben élő foltos szalamandrával

Az 1868-ban készült kimutatás szerint két gőzmalom – egyik a majdani Bútorszövetgyár területén – és egy Takarékpénztár működött. 1876-ban alapították a kisebb jelentőségű Kőszegi Általános Takarékpénztárat. A feljegyzések szerint 1864-ben kétszer verte el a jég a szőlőket, így adót sem tudtak fizetni, viszont az 1868-as évjárat már kiemelkedő volt.
Wölfel Vilmos összefogásával intenzív gyümölcstermesztés kezdődött az 1880-as években, értékesítési céllal. 1895-ben megindította termelését a 8000 hl termelőképességű Kőszegi Sörfőzde Rt., a mai Lékai utca elején.
A 19. század fordulóján a filoxérajárvány tönkretette a több száz éves szőlő- és bortermesztő hagyományokat. Az 1920-as évekre már egész hegyoldalak maradtak ültetvény nélkül: Szabó-hegy, Günser-dűlő, Meszes-völgy. Ugyanebben az időben új textilgyárak jöttek létre: 1898-ban a Nemezgyár, ami ma is működik a város északi részén (Nemezgyári út), 1902-ben a Csipkegyár, amelyből később alakult a Posztógyár Kőszeg, ami végleg 2005-ben szűnt meg.
1920 után a kőszegi járás településeinek elvesztésével a város gazdasága nehéz helyzetbe került. Az ipartestület kezdeményezésére 1920 augusztusában Anyagbeszerző és Értékesítő Szövetkezetet alapítottak az iparosok támogatására. 1924-ben egyesült a két takarékpénztár Kőszegi Takarékpénztár néven. A városi üzemek államosítását követően a LATEX Posztó- és Nemezgyára és a Bútorszövetgyár működött helyben, majd Ruhaipari Szövetkezet létesült. 1986-ban megkezdte működését a felújított téglagyár.
1985. április 17-én megkezdődött a 16 hektáros szőlőtelepítés a Napos tetőn.
Az 1980-as és 90-es éveket az osztrák bevásárlóturizmus jellemezte, mára ebből csak a szolgáltatások igénybevétele maradt. 1991. október 1-jén kezdte meg a Kromberg–Schubert Kft. – a város ma is legnagyobb foglalkoztatója – villamos autófelszerelések gyártását.
A város két ipari parkkal rendelkezik: a Kőszegi Ipari Park a város déli területein 2006-tól és az Alpok Ipari Park 2008-tól a Soproni út mellett. 2010. október 15. és 2011. július 1. között épült fel a Pogányi út és Rákóczi út találkozásánál a Tesco hipermarket. Különlegessége a volt Posztógyár épületét bemutató falszakasz rekonstrukciója, illetve a mögötte kialakított Textil Történeti Múzeum.

## Demográfiai adatok
Kőszeg város népessége az elmúlt évszázadok alatt elkerülte a jelentős változásokat, és kiegyensúlyozott fejlődés szerint kisebb ingadozásokkal lassan növekedett. Ez részben a középkorból öröklött szabad királyi városi címből, ugyanakkor az 1867 után bekövetkezett iparosodásból való kimaradás, majd a város határmenti elzártságából fakadt. A rendszerváltást követően átmenetileg csökkent a város népessége, majd a bevándorlásnak köszönhetően növekedésnek indult, és 2008-ban újra meghaladta a 12 000 főt. A város nemzetiségi megoszlása 2001-ben: 3,2 % német, 1,6% horvát, valamint 11 fő román, 10 fő cigány. A város Vas megye harmadik legnépesebb települése.
A 2011-es népszámlálás során a lakosok 82,7%-a magyarnak, 5,2% németnek, 0,4% cigánynak, 2,3% horvátnak mondta magát (17% nem nyilatkozott; a kettős identitások miatt a végösszeg nagyobb lehet 100%-nál). A vallási megoszlás a következő volt: római katolikus 49,9%, református 2,3%, evangélikus 7,1%, görögkatolikus 0,1%, felekezet nélküli 7,9% (31,8% nem nyilatkozott).
2022-ben a lakosság 88,2%-a vallotta magát magyarnak, 4,2% németnek, 2% horvátnak, 0,5% cigánynak, 0,1-0,1% lengyelnek, bolgárnak és románnak, 2,2% egyéb, nem hazai nemzetiségűnek (11,5% nem nyilatkozott; a kettős identitások miatt a végösszeg nagyobb lehet 100%-nál). Vallásuk szerint 40,7% volt római katolikus, 6,7% evangélikus, 2,1% református, 0,4% görög katolikus, 0,9% egyéb keresztény, 1% egyéb katolikus, 7,9% felekezeten kívüli (40,2% nem válaszolt).
| Lakosok száma | 11 628 | 11 719 | 11 805 | 11 927 | 11 362 | 11 723 | 11 757 |
|               | 2013   | 2014   | 2018   | 2021   | 2022   | 2023   | 2024   |

## Városrendezés

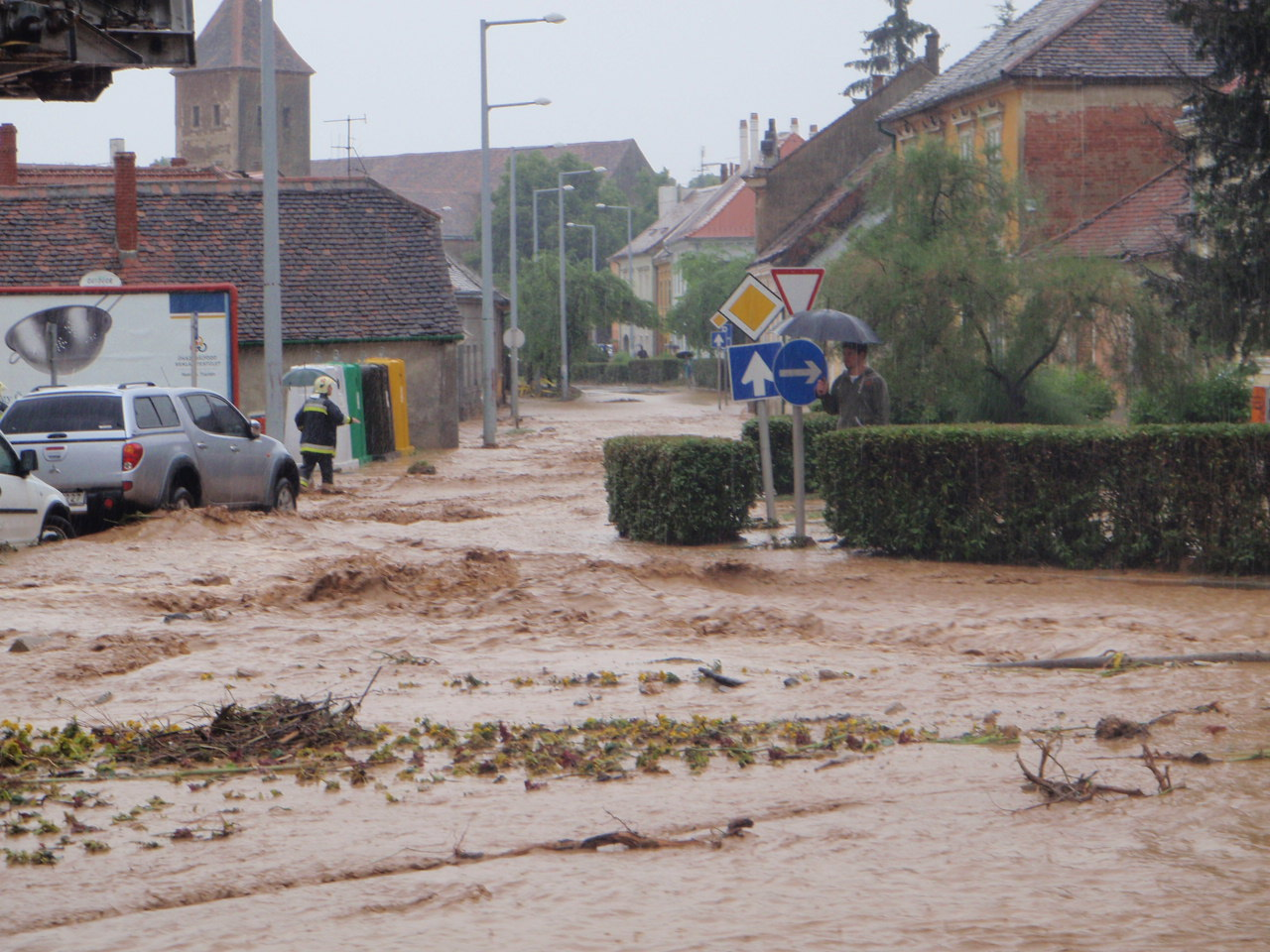
Kőszeg 2009. június 24-én, a Kőszegi-hegységről lezúduló folyamban

Kőszeg városrendezésének kezdete a tűzvészekhez kapcsolódó építési előírásokhoz köthető. Jelentős pusztítást okozó tűzvészek voltak 1440-ben, 1619-ben, 1710-ben, 1720-ban és 1778-ban. A tűz elleni védekezések legjelentősebbike az volt, hogy 1833 és 1841 között a házakat szalma és fazsindely helyett cseréppel fedték be. A városszerkezetet a vár és a városfal által közrezárt terület egyre sűrűsödő beépítése jellemezte, majd a 18. századtól megkezdődött a funkciójukat vesztett őrtornyok és városfalak bontása, áttörése.
A várost az árvizek sem kerülték el. Az 1884. évi árvíz után megkezdték a Gyöngyös patak szabályozását, mederkiegyenlítést végeztek, a partot pedig kőburkolattal látták el. Jelentősebb árvizek voltak még 1916-ban, 1947-ben, 1965-ben és 2004-ben, de még 2009-ben is elárasztotta a város utcáit a hegyről lezúduló víz.

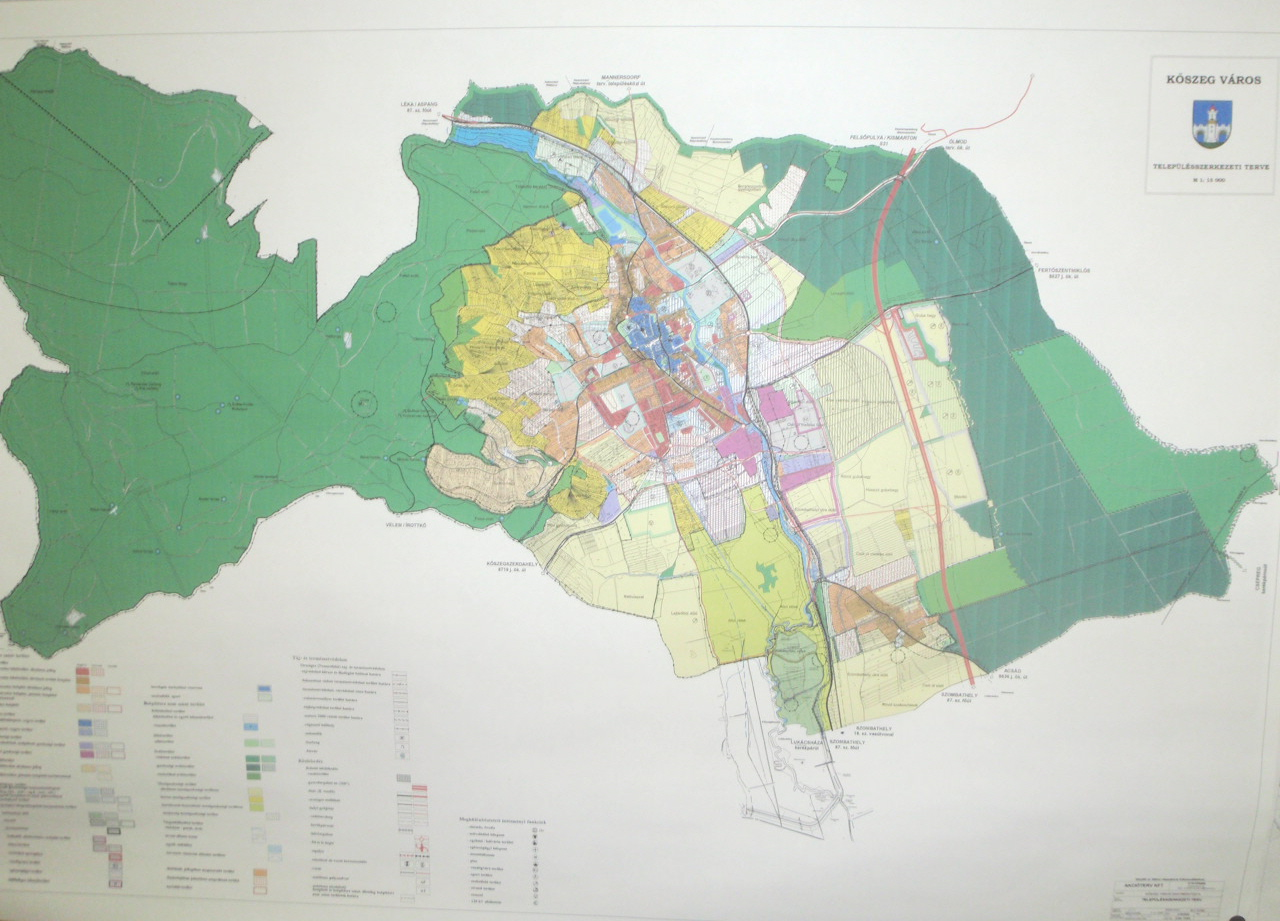
Kőszeg 2009-ben elfogadott rendezési terve

1961-ben elfogadták a város II. világháború utáni első általános rendezési tervét, majd a következőt 1971-ben, Márkus Dóra tervei alapján. Az utóbbi rendezési terv tartalmazta a Kethelyi út környezetében lévő barakkok lebontását és az Újvárosi lakótelep felépítését. A legjelentősebb és mai napig ható rendezési tervet 1984-ben készítette Rosivall Ágnes. Ekkor került kijelölésre a 87-es főút új, várost elkerülő nyomvonala és oldották fel az építési tilalmat a Kórház utca környezetében, a zártkertekben. A városfejlesztés újabb állomása 1996-ban Godavszky Beáta, majd 2000-ben ismét Rosivall Ágnes terve volt. Mindkettő terv a kertvárosias lakóterületek intenzív fejlesztését szolgálta elsősorban a hegyvidéki területeken, illetve a mai ipari parkok magját jelölte ki gazdasági területnek. A Rosivall-féle rendezési terv elképzelései a 2002-es, 2006-os és 2009-es módosításával együtt a mai napig hatályos. A legutóbbi módosítások a város növekvő népességének megfelelően újabb lakóterületeket jelöltek ki, átmenetet képezve a város és a Kőszegi-hegység között, megjelent egy új körút a vasútállomás és a lakótelep között, növekedett a gazdasági területek száma. Felmerült a Felsőpulyára menő vasút helyreállításának gondolata, illetve a város határáig kiépülő S31-es gyorsforgalmi út bevezetése és összekapcsolása az M87-es autóúttal.

## Oktatás, kultúra, sport

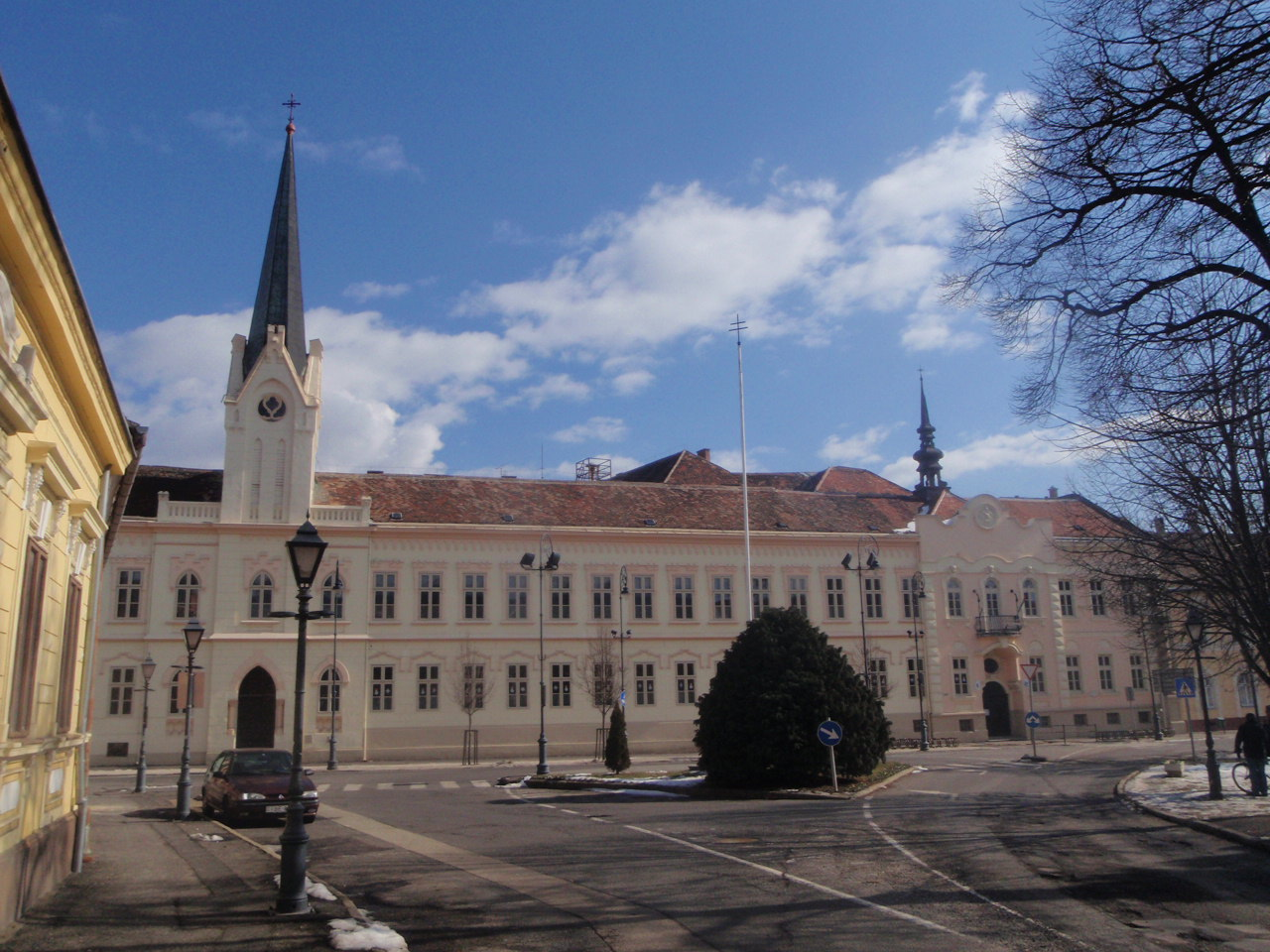
Az Árpád-házi Szent Margit Katolikus Általános Iskola - Várkör 34.

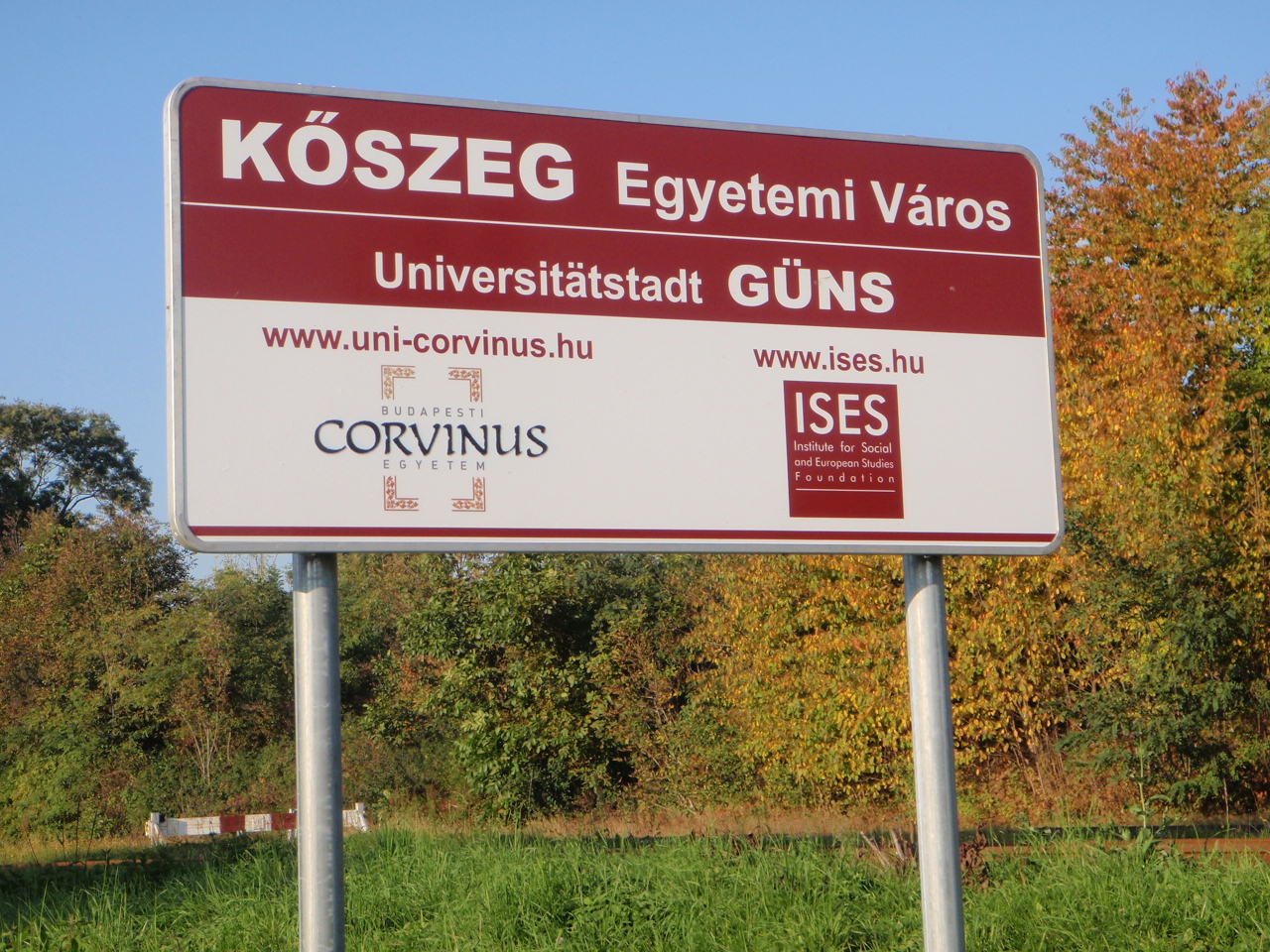
Kőszeg Egyetemi Város

### Oktatás
A városban négy, a Kőszeg Város és Vonzáskörzete Többcélú Kistérségi Társulás fenntartásában lévő óvoda (Felsővárosi Óvoda, Központi Óvoda, Újvárosi Óvoda, Kőszegfalvi Óvoda), valamint két általános iskola (Bersek József Általános Iskola, Béri Balog Ádám Általános Iskola) működik. Egyházi fenntartású az Árpád-házi Szent Margit Katolikus Általános Iskola (amely 2006-ban megnyitotta óvodáját, 2013-ban gimnáziumát és kollégiumát) A Budáker Gusztáv Zeneiskola a város és fiókintézmények révén az egész Kőszegi kistérség zenei oktatását biztosítja. A Vas Megyei Önkormányzat fenntartásában lévő Dr. Nagy László Gyógypedagógiai Intézmény és Kollégium az egykori altisztképző intézet helyén jött létre, melynek diákja volt Ottlik Géza és Boross Péter miniszter is. Az intézet ma a hátrányosabb helyzetű diákok felzárkóztatását segíti. 1993-ban kezdte meg működését az SOS Gyermekfalu is, itt a gyermekek igazi családban való felnövéséhez nevelőszülők nyújtanak segítséget.

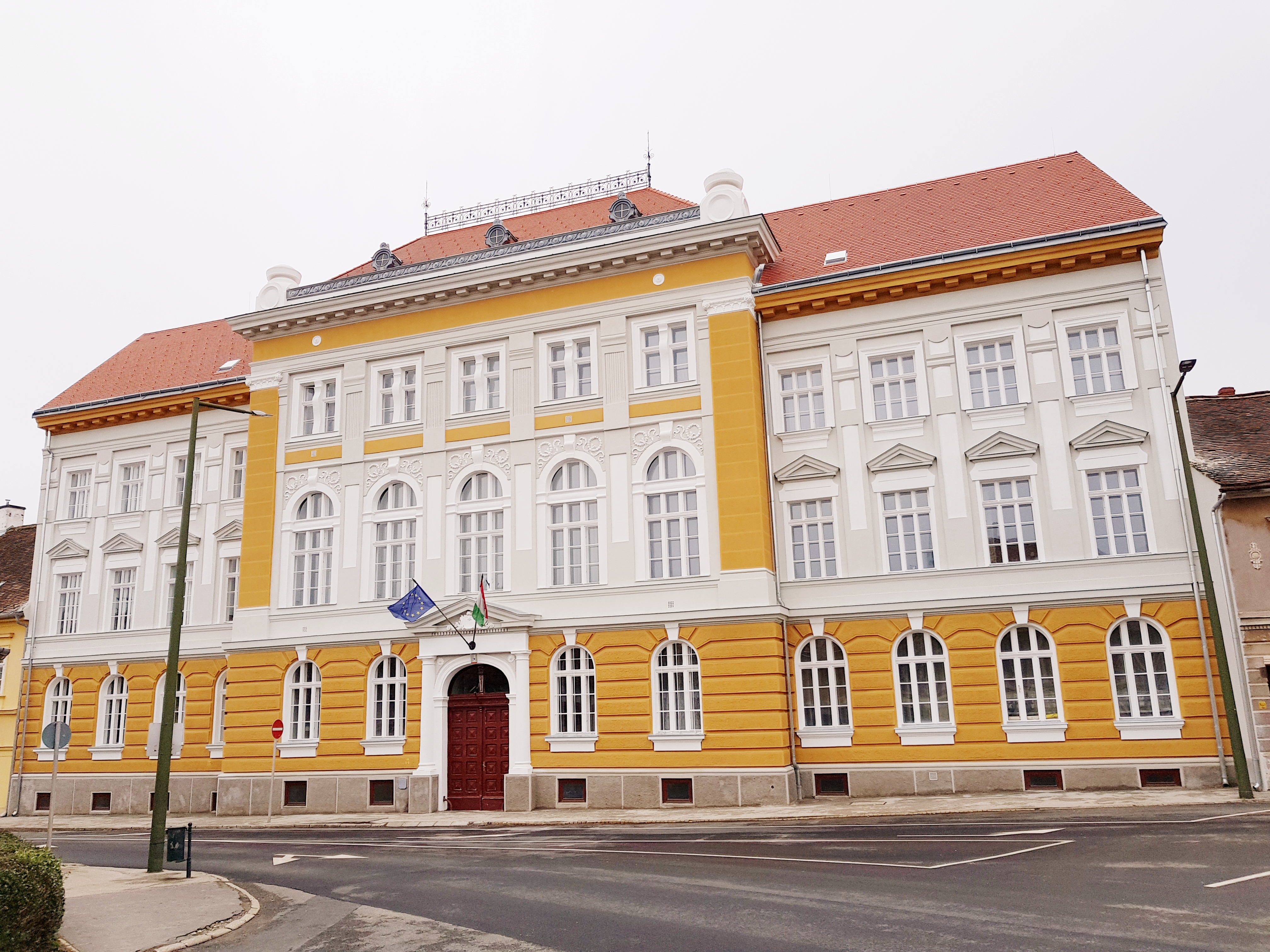
Az Evangélikus Szakközépiskola épülete az Árpád téren

Két középiskola működik a városban. Az Evangélikus Mezőgazdasági, Kereskedelmi és Informatikai Szakképző Iskola és Kollégium az Árpád téren, és a Jurisich Miklós Gimnázium a Hunyadi utcában. A gimnáziumot 1948-ig a bencések működtették. A képzés minősége alapján a környező vármegyékből is fogad tanulókat.
A felsőfokú oktatást korábban az itt működött Állami Tanítóképző jelentette, amely a Berzsenyi Dániel Főiskola, a mai Nyugat-magyarországi Egyetem szombathelyi karának előzménye. Ma ugyanezen egyetemnek a kihelyezett Társadalomtudományok és Európa-tanulmányok Intézete végez oktatási feladatokat a Chernel utcában.

### Kulturális intézmények, programok
A számtalan idegenforgalmi látnivaló mellett egyéb kulturális intézmények is várják az érdeklődőket. A Chernel Kálmán Városi Könyvtár a Várkör 35–37. alatt 81 000 könyvvel, 4400 bekötött folyóirattal, 5500 hangzóanyaggal és filmgyűjteménnyel kínál szórakozást.
A Jurisics-vár Művelődési Központ és Várszínház otthona a számos művészeti csoportnak, foglalkozásnak, szakkörnek és nyugdíjas klubnak. A belső várudvar és a Lovagterem a zenés és színházi előadások tere, kiemelkedik ezek közül is a nyári várszínházi programsorozat. Augusztus elején szokták megrendezni az Ostromnapok nevű, többnapos rendezvénysorozatot.

### Sport

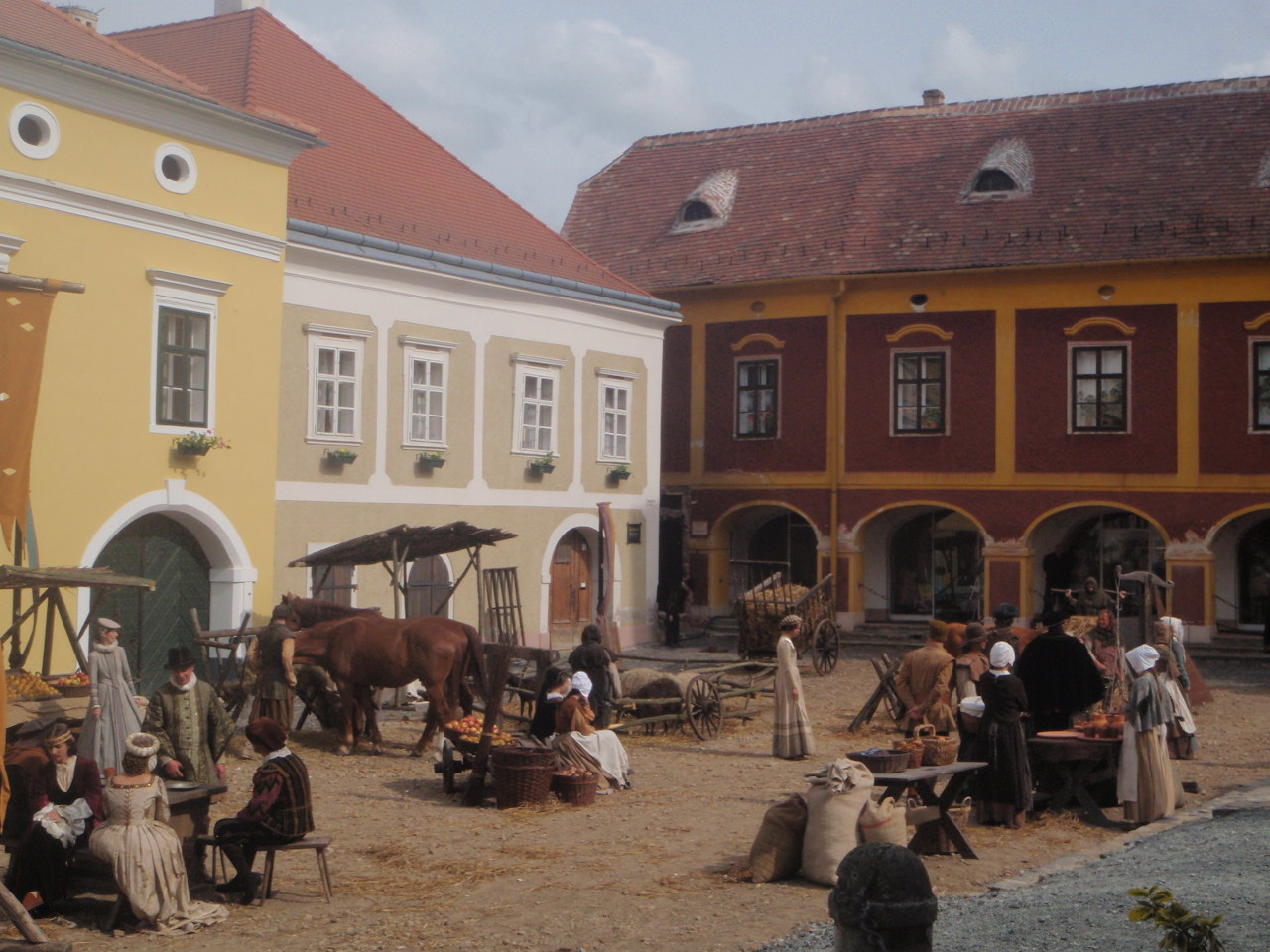
Középkori hangulat a Jurisics téren, egy filmforgatás díszlete, 2010

A városban szerteágazó sportágakkal találkozhatunk, lehetőséget biztosítva a versenysportokra és kikapcsolódásra. A Kőszegi Sportegyesület központja a Lóránt Gyula olimpikon labdarúgóról elnevezett sporttelep. Itt a labdarúgás mellett helyet kaptak a teniszpályák is. A Kenyér-hegy oldalán van a télen-nyáron működő síugrósánc, ezt Magyarország egyetlen síugró szakosztálya használja. A sportegyesületnek ökölvívó szakosztálya is van, amely hosszú ideig Nemes Emil vezetésével működött. A kerékpározókat a Csónakázótó mellett székelő Kerékpáros Egyesület fogja össze. A Dr. Nagy László Gyógypedagógia Intézet területén van a 2000-ben átadott fedett uszoda, 25 m-es feszített vizű medencével.

### Gyermekfilmfesztiválok, filmforgatások
Az 1970-es években a Magyar Televízió kulturális területének minden jelentős műfaja kivívta saját megmérettetésének hazai fórumát és alig néhány év eltéréssel, egymás után nyitották meg kapuikat a különböző televíziós seregszemlék. Kőszeg kapta a gyermekműsorok és gyermekfilmek kategóriájának megmérettetését. Az eseményre két évente került sor, így 1979-ben, 1981-ben, 1983-ban, 1985-ben, 1987-ben, 1989-ben. Díjat kapott többek között A világ legrosszabb gyereke című film (1987), avagy a Sebaj Tóbiás gyurmafilm is. A város számos filmforgatáshoz biztosított helyszínt. Ilyen volt a Bán Róbert rendezte A nagyenyedi két fűzfa Kézdy György főszereplésével 1979-ből vagy az 1983-as Tizenhat város tizenhat leánya, majd az 1985-ben Bacsó Péter rendezte Hány az óra, Vekker úr?, vagy a 2000-ben nemzetközi produkcióban készült A királynő titkos ügynökei című filmnek Matt LeBlanc szereplésével.
2010 májusában pedig reklámfilm forgatásra került sor a Jurisics téren. 2013 szeptemberében Rudolf Péter rendezésével itt forgatták a Kossuthkifli című hat részes tévésorozat néhány jelenetét.

## Látnivalók

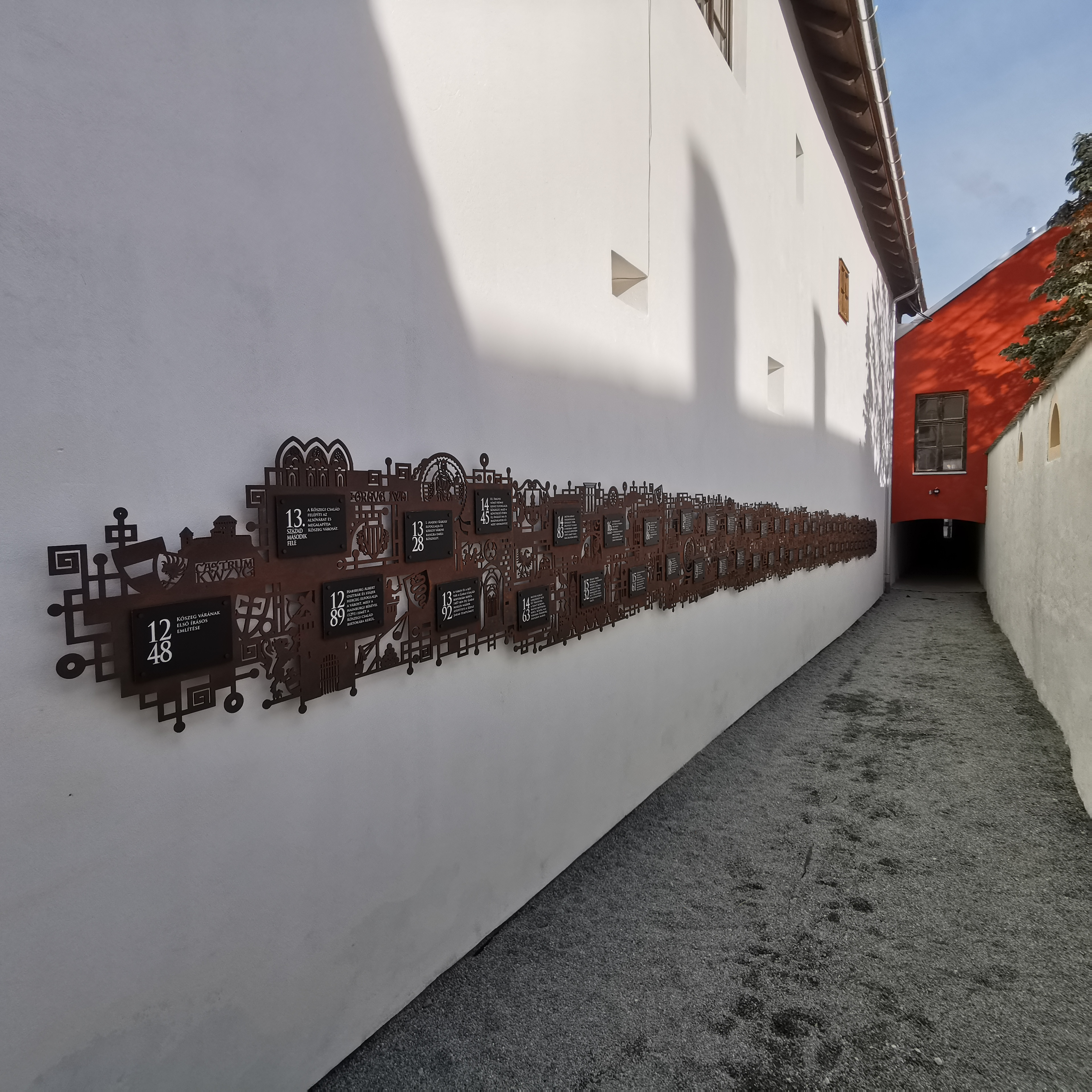
A Városháza mellett futó sikátor

A város műemlékei szerencsére átvészelték a háborúkat. A város idegenforgalma a rendszerváltás után élénkült meg igazán, ma Vas vármegye egyik legkedveltebb turisztikai célpontja. A szűkebb értelemben vett Kőszeg-hegyalja az Írottkő Natúrpark része. A műemléki jegyzék alapján a városban 326 épület, építmény van országos egyedi védelem alatt. Mindemellett a belváros és az azt övező zóna műemléki területként védi az örökségük fennmaradását. A legfőbb látnivalók az óvárosban helyezkednek el, melyet a Várkör vonala zár körül, ez egyben a régi városfal külső vonala is. Több egykori erődítés ma már csak a helyüket jelölő utcák nevében maradt fenn: Tüskevár utca, Sánc utca, Sáncárok utca. A város szépségében azonban a Kőszegi-hegység magaslatairól, valamint Horvátzsidány felől megérkezve, a Guba-hegyről is gyönyörködhetünk.

### Jézus szíve templom
A város plébániatemploma, ma a Fő tér meghatározó épülete. 1892 és 1894 között épült neogótikus stílusban, Ludwig Schöne bécsi építész tervei alapján. Helyén korábban a főtéri Korona szálló állt.

### Jurisics tér

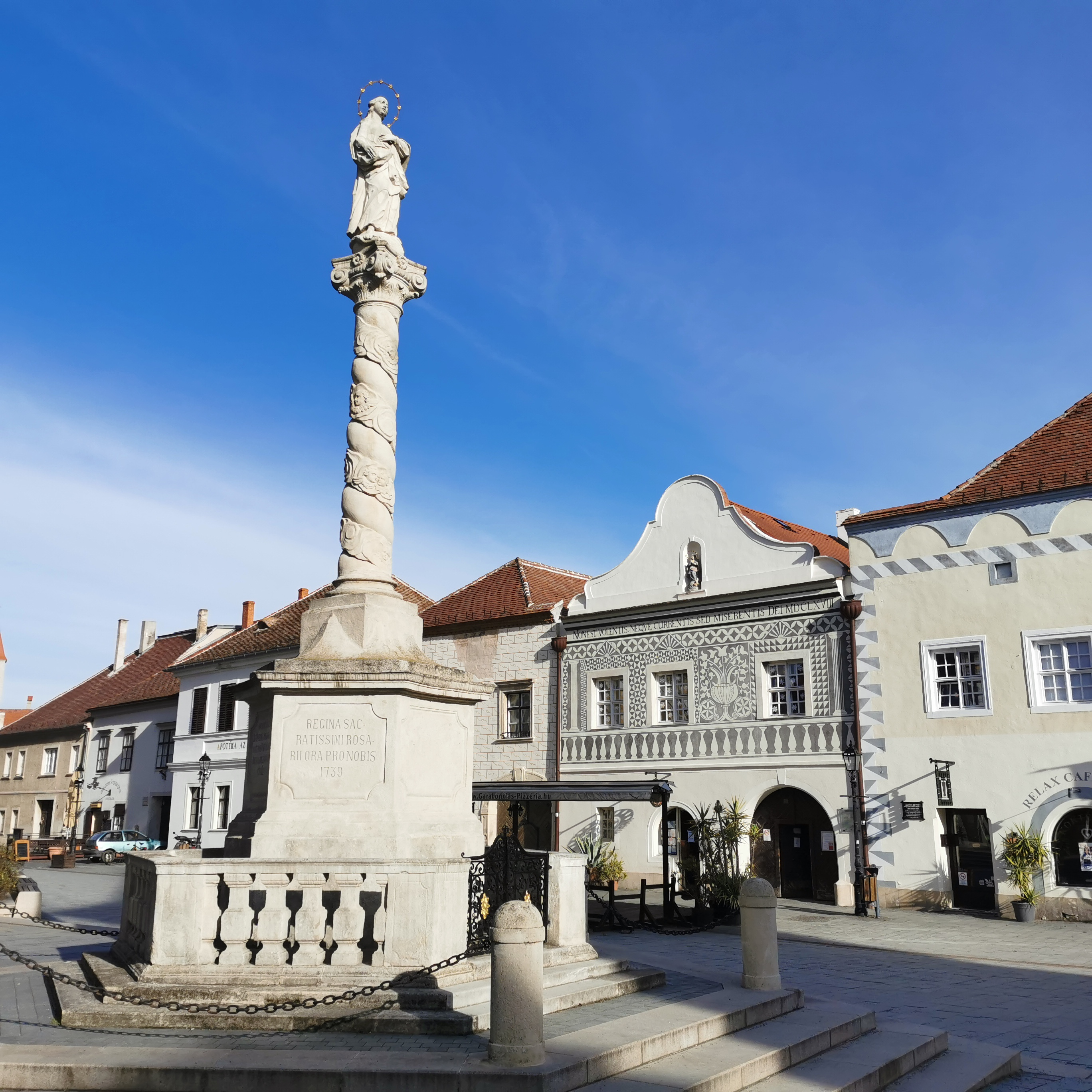
Az 1739-es Mária szobor és az 1560 körül épített Sgraffitós ház a Jurisics téren

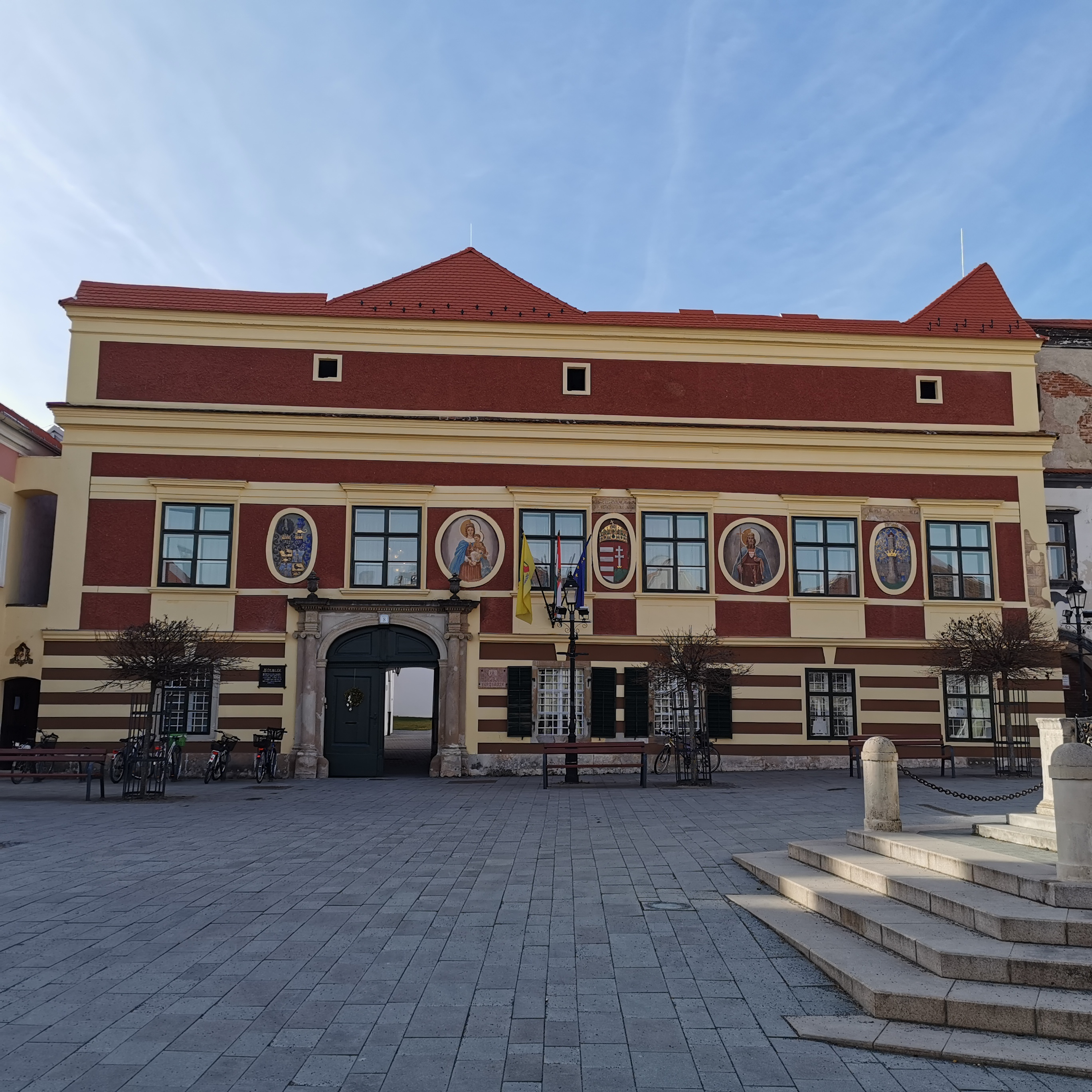
A város 14. sz.-i Városházája, amely építése óta ezt a feladatot látja el és hazánkban a legrégebb óta látja el ezt a feladatot

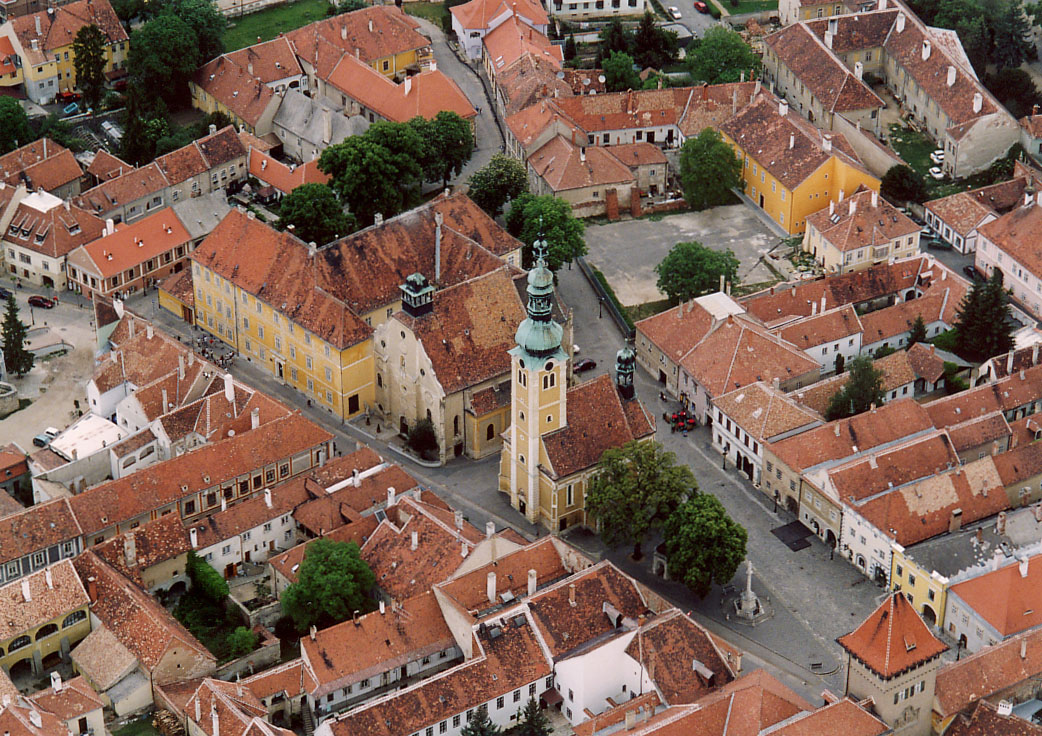
Balra a Szent Jakab-templom, jobbra a Szent Imre-templom

A város egykori központja és vásártere volt, ma közigazgatási központ. Egykor itt volt a város plébániatemploma, pellengére, fontosabb üzletei, sőt a kezdetekben még a temető is, de ma is itt van a város kútja. A téren áll a Levéltár, az Arany Egyszarvú Patikamúzeum, a plébánia, a városháza, a Szent Imre-templom és a Szent Jakab-templom. Nyugati oldalának házai már a 14. században álltak. A keleti házsor mai alakját a 17. században, a földszintes házak átépítésével felépült díszes épületekkel nyerte el. A helyreállítások során rekonstruálták az ún. „dalmát kapukat”, azaz az egykori elárusítóhelyek bejáratát és kínálóját. A tér mai arculatát a Hősök kapuja uralja. 1880-ig itt álló városkaput rossz állapota és keskeny átjárója miatt lebontották, helyette 1932-ben felépült a ma látható épület. Alatta található az 1532-es ostrom emlékműve is. Mellette áll a Tábornokház, ma Városi Múzeum. A tér egykor egyenes volt, a sorozatos feltöltések és a Mária szobor körül kialakított virágágyások, azután az elmúlt évtizedekben végrehajtott burkolások azonban mára lépcsőssé tették.
A tér a 2011-ben megkezdett és 2012. január 12-én befejezett felújítását követően visszanyerte eredeti jellegét, eltüntetve a középen ékeskedő szigetszerű dombot.

### Városháza
Az ország legrégebbi, ma is városházaként működő épülete, a Jurisics tér egyik ékessége. Eredetileg is városi hivatalnak épült, és már a 14. században állt, ennek tanúbizonysága a boltíves egykori földszinti tanácsterem és a feltárt lőrések. Egyenes záródású magas attikafalak építésére a sorozatos tűzvészek – ezek közül is az egyik legpusztítóbb, az 1720-as – késztették a várost. 1712-ben az épület megújításával kerültek a homlokzatára a ma is látható címerek: Magyarország, a város és a Jurisics család címere.

### Szent Imre-templom
A Jurisics teret északról lezáró templom, amit 1615–1618 között építettek a magyar evangélikusok. 1673-ban a katolikusok vették birtokba, majd a város plébániatemploma lett, ameddig az új plébániatemplom – a Jézus szíve templom – el nem készült.
Ma a helyi horvát közösség használja, újította fel.

### Szent Jakab-templom
A város egyik legrégebbi épülete, 1246-ban már említik. 1403–1407 között ifj. Garai Miklós nádor bővítette ki. A vallási konfliktusok nem kímélték az épületet, a 17. században elpusztult több berendezési tárgy és festmény. A jezsuiták 1693-ban megkapták és barokk stílusban kiegészítették. Az 1937-es restaurálás során 15. századi freskókat tártak fel. A templom őrzi Jurisics Miklós gyermekei, Anna és Ádám sírját.

### Jurisics vár
Az egykoron vizesárokkal körülvett épület két részből áll: a belső és külső várból. A vár a 13. században keletkezhetett földesúri vár kiépítésével. A történelem során biztosította Kőszeg és környékének védelmét, a változó hatalmi viszonyok megtartását és védte a kereskedelmi utakat. Legjelentősebb szerepét az 1532-es, törökök elleni harcban nyújtotta, amikor is bevehetetlen erődként feltartóztatta a Bécs ellen vonuló seregeket. 1931-ig az Eszterházyak kezében volt, majd állami tulajdonba került. 1963-ban felújították és megkapta a mai múzeumi és művelődési funkciót, 1982-től otthona a nyári Várszínház programjainak. A várszínháznak fellépője volt többek között Bánffy György, Molnár Piroska A Nemzet Színésze, Hollósi Frigyes, Epres Attila, Oszter Sándor, Pogány Judit, Ujlaki Dénes. Rendezett itt Szigeti Miklós, Romhányi László, 1988-tól Mérő Béla, Jordán Tamás, majd az utóbbi években Znamenák István és Kelemen József is. 2011-től kezdődően felújították és 2013. július 2-ától ismételten látogatható. A felújítást követően látogatható a Fegyvertár korhű fegyverekkel és páncélokkal, kínzóeszközökkel. A földesúri asztal és konyha betekintést nyújt a 12-16. századi főzési és étkezési szokásaiba, illetve a látogatóknak korhű jelmezek állnak rendelkezésükre. A Lovagteremben a vár történetét bemutató filmek láthatók, illetve egy csúcstechnológiás 3D-s film a magyar történelemről. A Vár folyosóin Somogyi Győző történelmi katonai viseleteket és fegyverzetet bemutató kiállítása látható, illetve számtalan időszakos kiállítás várja a látogatókat. Látogatható továbbá a vár nyugati tornya, a kiállítások mellett vár-bazár, büfé és fűszernövénykert is várja a látogatókat. Gyerekek és vállalkozó kedvű felnőttek számára elérhető VÁRMUSTRA játékot kínálnak.

### Óház
A Kőszeg mellett emelkedő Óház tetőn a Héder nembeli Kőszegiek talán még a 12. században egy hatalmas, téglalap alaprajzú kőtornyot emeltek. A torony bejárata nem a földszinten, hanem az első emeleten nyílt, amit lépcsőn lehetett megközelíteni. A tatárjárás után megépített kőszegi városi vár – napjainkban Jurisics vár – lett az Alsóvár, míg az Óház tetőn álló a Felsővár.

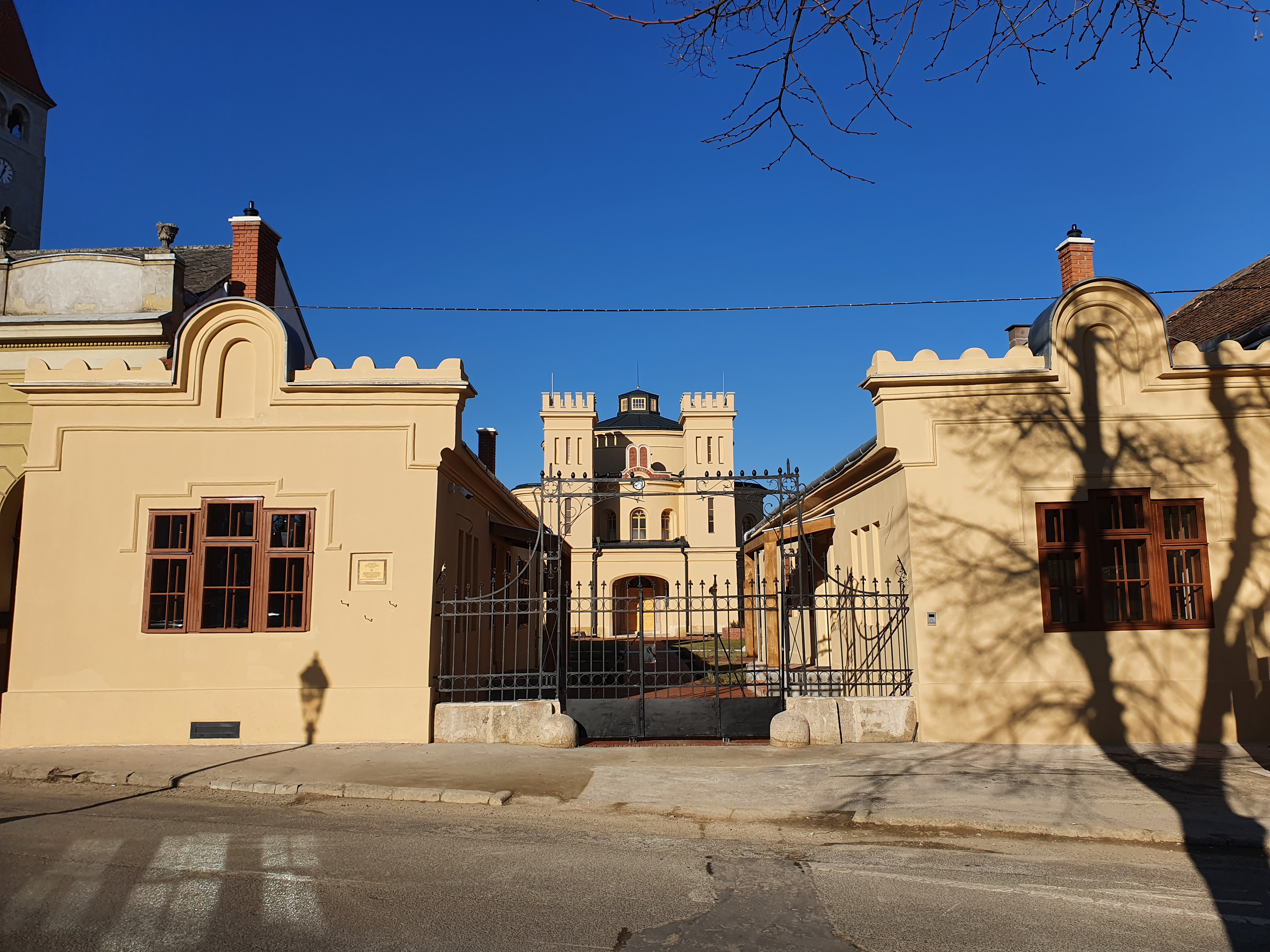
A zsinagóga megújult épülete

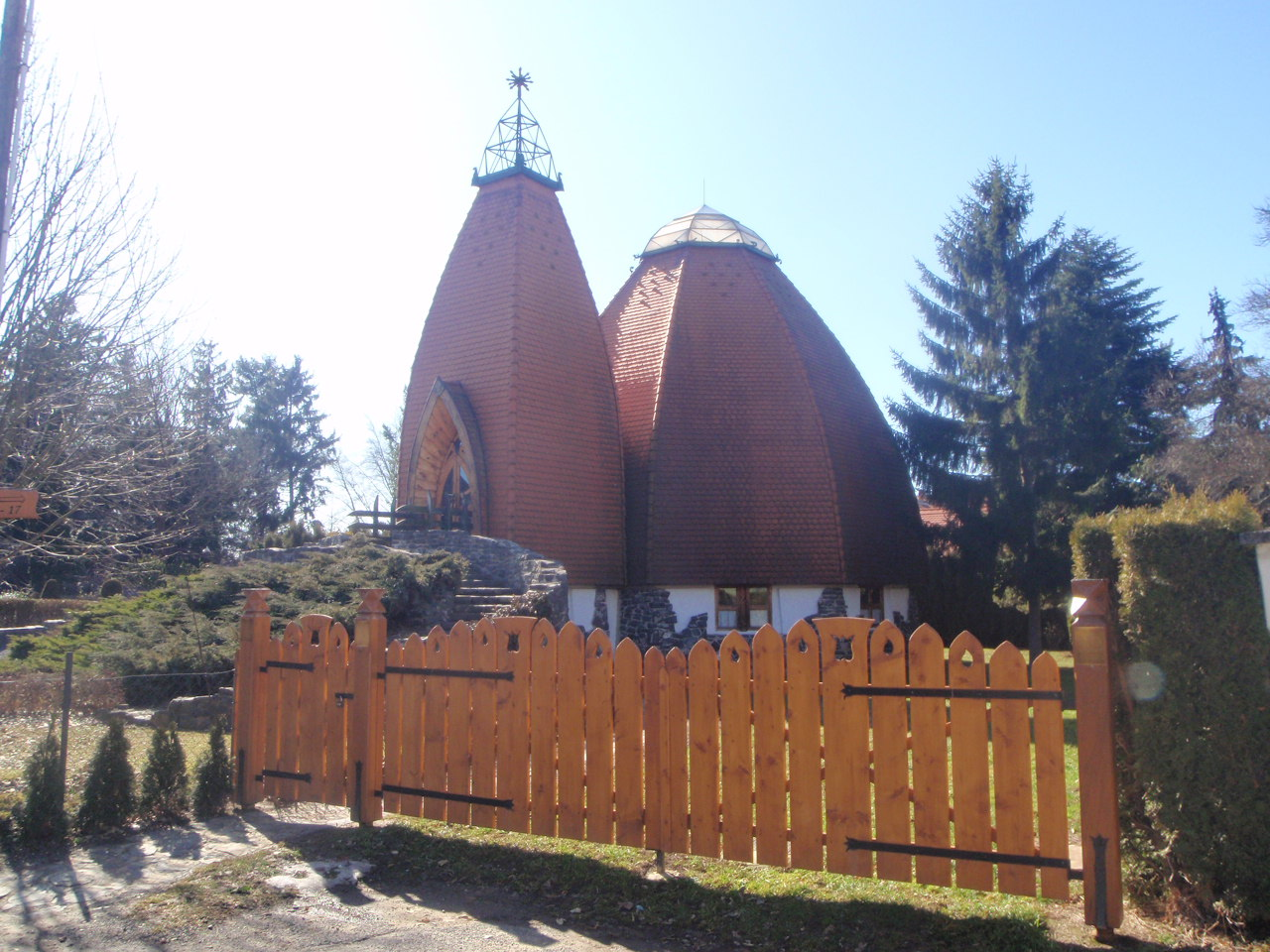
Csete György építész által tervezett református templom

### Zsinagóga
A Várkör 38. alatt található a ma még üres, romos állapotú, de felújítás alatt álló épület. A feljegyzések szerint 1856-ban adták át Schey Fülöp (1798–1881) kőszegi mecénás jóvoltából, akinek még számos jelentős városi intézményt is köszönhet a város. Felújítás a 2020-ban elkezdődött és a munkák befejezése 2021 második felére várható.

### Evangélikus templom
A Gyöngyös utca 29. számú ház udvarán áll az evangélikus templom, ami a Várkör 46. szám felől közelíthető meg. Késő barokk stílusban épült 1783-ban, a türelmi rendelet kihirdetését követően. A templom téglalap alaprajzú, egyszerű nyeregtetős, vakolt díszes épület. Előcsarnokait 1840 körül építették. Különálló tornya csak 1930-ban készült, egy majdani új, ám soha el nem készült templom részeként. Óraszerkezetet a felújításával együtt kapott, 2009-ben.

### Református templom
Csete György építész alkotása az 1996. augusztus 19-én felszentelt organikus stílusú templom, amely a Táncsics utca és a Kiss János utca találkozásának közelében áll. Chernel kert, Arborétum
1980-ban megalakult a Kőszegi Tájvédelmi Körzet, amelynek központja a Chernel-kert Arborétum és Bechtold István természetvédelmi látogatóközpont. A Chernel István Madárvédelmi Mintatelep és Emlékmúzeum a Hunyadi utca végén fogadja a természet iránt érdeklődőket.

### Múzeumok
A város számos gyűjteménye várja a történelem iránt érdeklődőket. A Jurisics tér 11. számú házban látható az Arany Egyszarvú Patikamúzeum. Az épület eredetileg is patikának épült a 18. században, éke a jezsuita bútorzat és díszes helyisége.
Van még egy gyógyszerészeti kiállítás a városban, a Rákóczi út 3. szám alatt. Ebben az épületben működött egykor a Küttel család Fekete Szerecseny patikája, ma az ódon berendezések között üzlethelyiség, az emeleten pedig orvostörténeti könyvtár van. A Kőszegi vár ad otthont a Jurisics Miklós Vármúzeumnak. A kiállítás darabjai közül kiemelendőek a helytörténettel kapcsolatos emlékek, de ott találjuk a Szőlő Jövésnek Könyvét és Francz Bálint 1746-os, a várost ábrázoló festményét is. A külső vár területén van a Főnix-ház benne működik a Szamos Marcipán Mesegaléria. A Városi Múzeum a Tábornokházban látogatható. Itt kapott helyet a város céhes múltját és szakmáit – többek között mézeskalácskészítő, könyvkötő, szíjgyártó – felvonultató tárlat. Innen lehet felmenni a Hősök Tornya kilátó loggiájára és gyönyörködni a belváros panorámájában.
A Rajnis utca 3. szám alatt működik a Postamúzeum, bemutatva a kőszegi postatörténelem emlékeit.
Időszakos kiállításokat az Öregtoronyban – ismertebb nevén a Zwingerben – tartanak. Az egykori saroktorony a 14. században épült, majd funkcióját elvesztve ismét a helyi közösséget szolgálja. A borászattal kapcsolatos kiállítás a Várkör 54. alatt, a helyi tradicionális poncichter borozó felett látogatható.

### Bechtold István természetvédelmi látogatóközpont
A Bechtold István természetvédelmi látogatóközpont Kőszeg egyik legújabb látnivalója és nevezetessége. Földbe süllyesztett, terméskővel kirakott, kerek épülete a város nyugati peremén, az Aradi vértanúk parkjában, a Chernel-kert Arborétum közelében áll. A környék élővilágát bemutató kiállítás mellett parkjában növénylabirintus, állatvilágot bemutató interaktív játékok és a szomszédos Chernel kert madárvédelmi mintatelepe várja a látogatókat.

### A Kőszegi-hegység

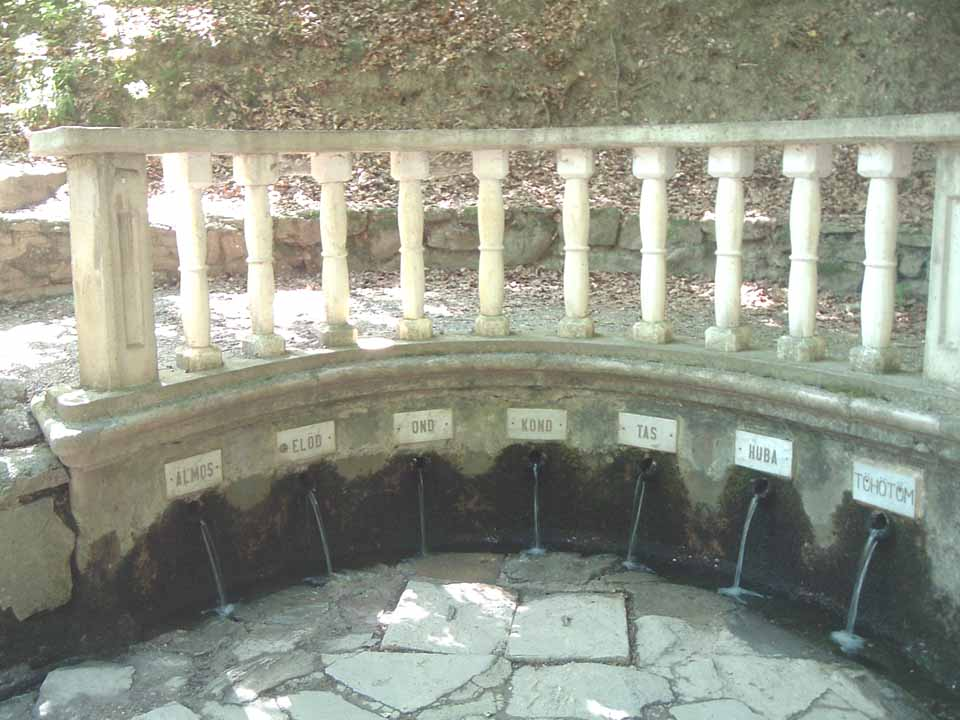
A Hétforrás

A Kőszegi-hegység természetes szépségei mellett jelentős építészeti emlékekkel is büszkélkedhet. Itt halad el az Országos Kéktúra útvonala az Írott-kő felé. A Jurisics térről jól látható a Kálvária templom, amely barokk stílusban épült 1734-ben, majd a Remetelak egy évvel később. A stációk 1763-ban épültek, 1890-ben Ludwig Schöne tervei szerint átalakították őket. A templombelső 1947-ben kiégett. A templom mögötti erdőben magasodik Ausztria felé nézve a trianoni kereszt.
Az egyik hegycsúcson van az Árpád-kori vár romjaira épült Óház-kilátó, ami a Fő térről is látható. Először 1896-ban emeltek itt kilátót, ez 1917-ben egy szélviharban összeomlott, majd 1996-ban épült az új, ma is látogatható épület. Messze a várostól, az erdőben áll a Stájerházak épületegyüttese. A 18. században épült lakóház és harangláb a városi erdészetet szolgálta, ma erdei iskola van itt. A Királyvölgyből nyíló Gesztenyefa utcában van az 500 éves gesztenyefa törzskorongja, mely mutatja egykori méretét.
A királyvölgyi tanösvény sokat veszített egykori szépségéből, azonban az Óház kilátó felé menő út új tanösvénye vonzó kialakítású. Alpannonia néven egységes jelzésű túraútvonal található Semmering és Kőszegi-hegység között, kiegészítve a hazai túraútvonal jelzéseket.
A Kálvária aljában van a város Csónakázótava, a pihenésre vágyók kirándulóhelye, mellette áll a Kerékpáros centrum épülete. A 2010. október 12-én átadott Kőszeg–Lukácsháza-víztározó új színfoltja lehet a város turizmusának. Kőszeg számos forrással is büszkélkedhet, legismertebb a Hétforrás és a szénsavas kút a Temető utca – Hermina utca sarkán.

### Évente megrendezett ünnepségek
A város gazdag múltjából merítve számos programot kínál vendégeinek és lakóinak egyaránt, arra törekedve, hogy minden korosztály megtalálja a kedvére valót. A város rendezvényei az évszaktól függetlenül széles választékot biztosítanak, ezek közül csak a legjelentősebbeket említve:

#### Concordia bál
Kőszegen a bálok bálja az 1859-ben alakult Kőszegi Énekkórus rendezvénye volt egykoron, amelyet minden évben farsang utolsó szombatján rendeztek meg. Ma a város legnagyobb pompával megrendezett városi bálja. Hagyományos helyszíne a középkori vár egésze, ahol két szinten két zenekar szórakoztatja vendégeket, és a vendégfogadásról jelmezes udvaroncok gondoskodnak.

#### Farsang farka
Húshagyó kedden tartják a városban a széles tömegeket megmozgató egész napos vigasságot. Ez a nap a bolondozásé, az üzletekben, vendéglátóhelyeken – s bárhol, ahol erre lehetőség van – jelmezben dolgoznak az alkalmazottak, ezzel is hozzájárulva a jó hangulathoz.
Rendeznek farsangtemetést koporsóval a Fő téren, s van bolond esküvő is, akiket a farsangi pap ad össze. A nap folyamán megválasztják a legmókásabb munkahelyet, jelmezversenyt szerveznek, valamint az utcabálon folyik a mulatság, ezt este tűzijáték színesíti.

#### Szent György nap

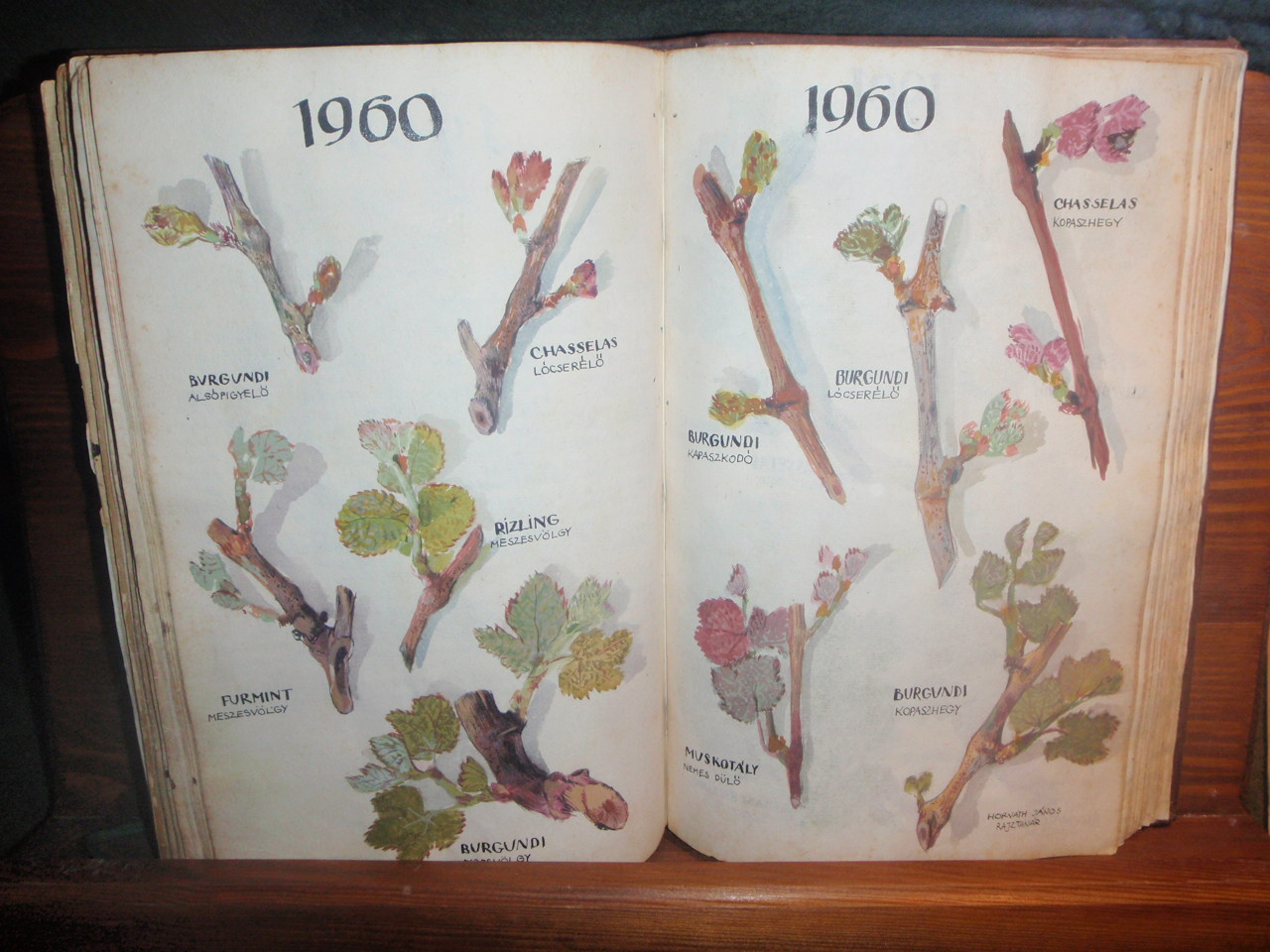
Részlet a Szőlő Jövésnek Könyvéből

A tájegység múltjában és jelenében is kiemelkedő szerepe van a szőlő- és bortermelésnek. A „Szőlő jövésnek könyve” emlékünnepség keretében minden évben Szent György napján hajtást vágnak a várost övező szőlőkből és bemutatják a polgármesternek. A vesszőket aztán ünnepséggel egybekötött borkóstolás mellett bejegyzik a Szőlő Jövésnek Könyvébe. Amióta az eredeti könyv betelt, és a Vaihingen an der Enz testvérvárostól kapott új könyvbe rajzolás a hajtásokat, a testvértelepülés szőlőinek hajtását is feljegyzik. Mindemellett kézműves vásár és zenés műsor ad módot szórakozásra.

#### Madarak és fák napja
Az ifjúság számára kínál tartalmas programot, amelynek célja a természet szeretetének és megismerésének biztosítása. 1902 óta, minden évben április 22-én tartják, az elsőt Chernel István szervezte. A program keretében kerül sor a középiskolások erdei ballagására.

#### Várszínház
A Kőszegi Várszínház 1982-ben alakult. A kezdeti években magyar szerzők magyar történelmi drámáinak bemutatását tűzte ki célul a szakmai vezetés. 1988-tól – a közönség igényeihez igazodva – a könnyedebb, szórakoztatóbb vígjátékokat részesítik előnyben, melyek nagyobb sikerre számíthatnak a szabadtéri előadások alkalmával. A szórakoztatás mellett természetesen megőrzik az előadások jó szakmai színvonalát is. 1996-tól nem csupán prózai előadásokat lehet találni a színház programjában, hanem opera, operett, komolyzenei hangversenyek, utcaszínházi produkciók, táncbemutatók és folklórprogramok is színesítik a palettát. A saját produkciók szereplői között olyan neves színészeket találunk, mint Parti Nóra, Benedek Miklós, Molnár Piroska, Epres Attila, Hollósi Frigyes, Pogány Judit.

#### Félhold és telihold ostromnapok

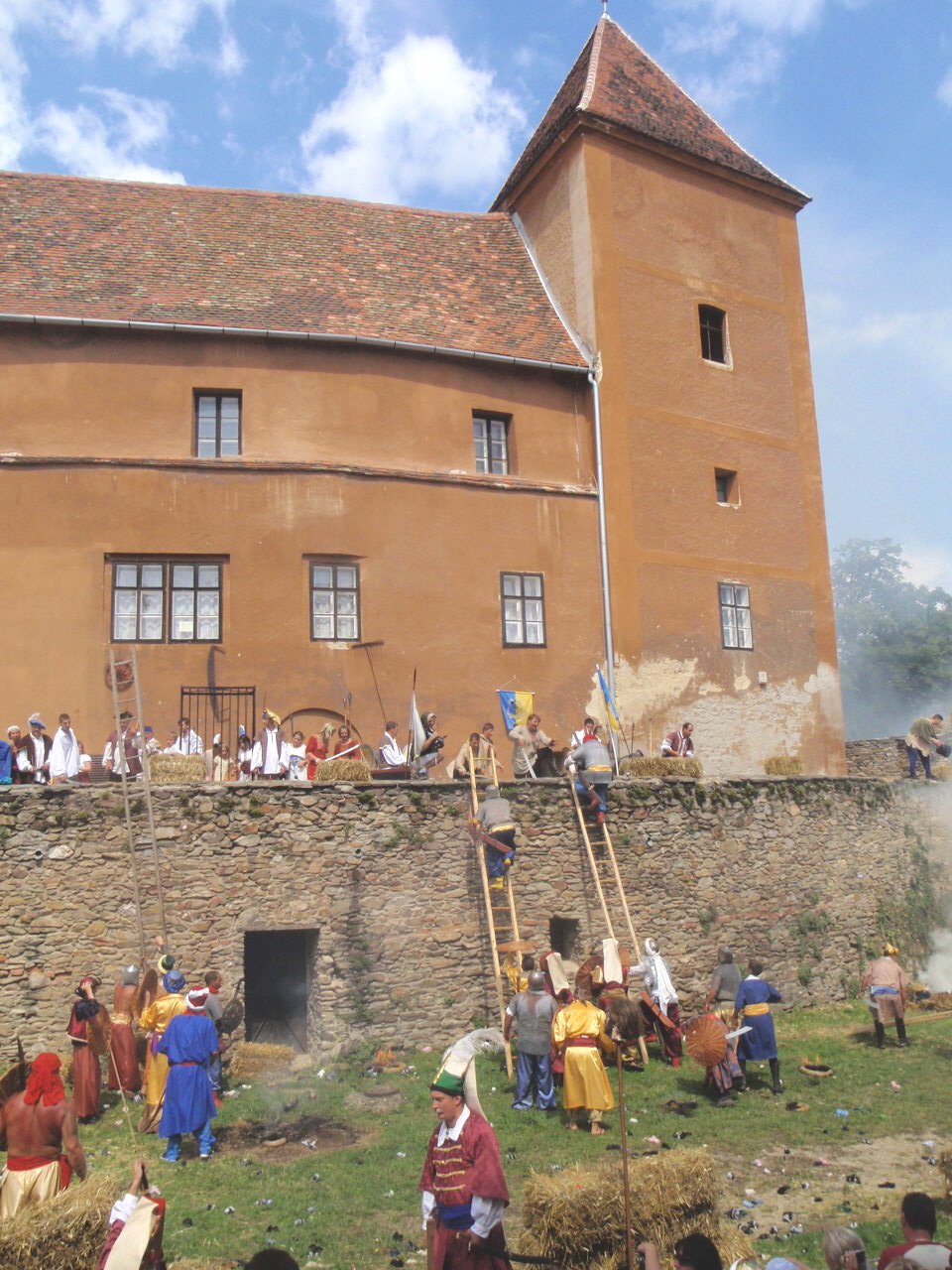
Az 1532-es ostromot megidéző történelmi játék a Belső várnál

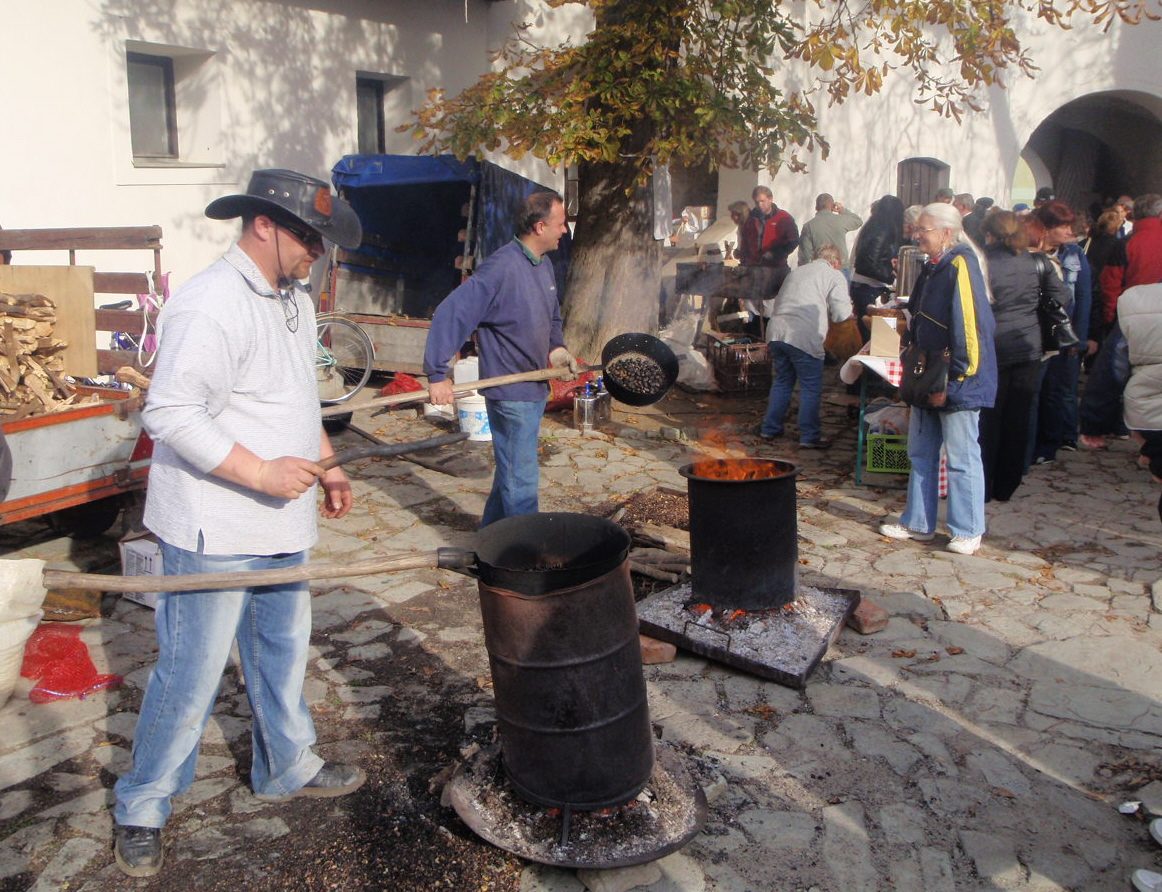
Gesztenyesütés az Orsolya-napi vásáron

A város legifjabb programja az 1532-es törökök elleni csata évfordulóján, augusztusban kínál többnapos látnivalót. Az események fénypontja a várostrom felidézése és újrajátszása jelentős számú önkéntes segítségével, korhű kosztümben. A Kőszegi vár árkában a tábori életbe kaphat bárki bepillantást, míg a Fő téren a zenés kísérő programok zajlanak, vásári forgatag mellett. A sportok közül a túrázás mellett a paintball szerelmesei mérhetik össze tudásokat a Várárok Kupa keretében.

#### História futás
A város legnagyobb tömegsport rendezvénye az 1983 óta évente megrendezésre kerülő História futás, amivel az 1532-es hősökre emlékeznek. A futóversenyt különböző távokkal tartják meg: az 1532 m-es tömegversenyen bárki indulhat, a fiatalabb korosztály (óvodástól a középiskolásig) korcsoportos versenyeken mérheti össze erejét, míg a 10 km-es versenyen a profi versenyzők mellett az amatőr sportolók versenyezhetnek.

#### Kőszegi Szüret és Nemzetközi Fúvószenekari Találkozó
Kőszeg legnagyobb ünnepe a Kőszegi Szüret, valamint az ehhez szorosan kapcsolódó Nemzetközi Fúvószenekari Találkozó. A háromnapos programsorozat fő eseménye a minden év szeptember utolsó szombatján megtartott szüreti karnevál. Ekkor jelmezekben felvonul a város apraja-nagyja, az iskolák, a civil szervezetek, a testvérvárosok delegációi, fúvószenekarok és a vállalkozó kedvűek. A felvonulás köré épül a további két nap programja, mely pénteken este fúvósszerenáddal indul és vasárnap könnyű zenei programmal és tűzijátékkal zárul. Szombaton délelőtt zenés felvonulással fogadják a városba érkező zenekarokat. Délben minden jelentősebb vendéglőben fúvószene szól. A felvonulást követően a város több pontján van mód népzenét és néptáncot, modern táncot és fúvószenét nézni és hallgatni. Az események központja a Jurisics téren lévő vásárban és a Károly Róbert téren felállított rendezvénysátorban van. Vasárnap az itt lévő vendégzenekarok és népszerű hazai sztárok koncertjeivel zárul a háromnapos fesztivál.

#### Natúrpark ízei, Orsolya-napi vásár
A Kőszegi vár ad otthont a Kőszegi-hegység területén működő Írottkő Natúrpark ízeit és terméseit felvonultató kétnapos őszi rendezvénynek. Az idelátogatók megkóstolhatják a forralt bort, a gesztenyéből készülő ételeket, a mézeskalácsot és a kütrőskalácsot, a helyi borokat, a különféle mézeket, miközben a Kőszegi kistérség együttesei és művészeti csoportjai lépnek fel a belső várudvarban.

## Híres emberek
- Arató András (1945–) villamosmérnök, „Hide the pain Harold”
- Balikó Zoltán (1917-2005) magyar evangélikus lelkész, esperes. Itt született.
- Bartha László (1908–1998) Kossuth-díjas festőművész, grafikus. 1968-tól haláláig Kőszegen élt és alkotott.
- Bechtold István ornitológus (1927–1991), a Kőszegi-hegység madárvilágának kutatója, solymász. Rajzolatait őrzik a Szőlő jövésnek könyve bejegyzései. Karikatúráival a város polgárainak állított görbe tükröt.
- Berdál Valéria operaénekesnő (1933–2003)
- Itt született Bersek József honvéd ezredes, jószágkormányzó (1807–1865)
- Bogyay Tamás művészettörténész, (1909–1994)
- Chernel István ornitológus (1865–1922) és a síelés megszállottja, aki a természetben végzett megfigyelései mellett 1891-ben Norvégiában megismerkedett a sízéssel, majd a témában írt könyvével lerakta a sportág hazai alapjait.
- Chernel Kálmán helytörténész (1822–1891), fő műve a Kőszeg sz. kir. város jelene és multja című könyv, róla nevezték el a város könyvtárát.
- Csekonics József (1757–1824) tábornok, a magyar lótenyésztés történetének nagy alakja, a magyar állami ménestelepek megalapítója; Kőszegen született, itt töltötte gimnáziumi éveit.
- Faludi Ferenc jezsuita szerzetes, író, költő, műfordító (1704–1779), a városban tanult, majd három évig tanított is.
- Fászl István ornitológus (1838–1900), bencés tanár, legjelentősebb munkája a Fertő madárvilágának a leírása.
- Festetics Imre genetikus (1762–1847), aki 1819-ben Brünnben tette közzé közleményét a természet genetikai törvényszerűségeiről, megelőzve Gregor Mendel tanulmányait.
- Freh Alfonz Sándor (1832–1918) bencés tanár, botanikus, entomológus
- Gráf Zsuzsanna (1959–) ének-zene- és zongoratanár, karvezető, az Angelica Leánykar Liszt Ferenc-díjas karvezetője
- Gottfried Lehmann (1664–1701), porosz katonatiszt, a bécsújhelyi börtönparancsnoka, II. Rákóczi Ferenc szökésének kulcsembere volt, s ezért az életével fizetett. 1705-ben a kurucok[100] temették újra a kőszegi temetőben,[101] ma egy utca is viseli a nevét az északi városrészben.
- Grossmann Alajos (1819-1887) piarista tanár, házfőnök, plébános[102]
- Hadik András huszártábornok (1710–1790), a magyar huszárok élén Berlin megsarcolója, később Bukovina kormányzója, a bécsi Udvari Haditanács elnöke.
- Jurisics Miklós várkapitány (1490–1544), az 1532-es kőszegi ostrom során maréknyi csapatával megvédte a várost. Tettéért báró címet kapott, majd később öt alsó-ausztriai terület kapitánya lett.
- Kárpáti Sándor (1872–1939), zeneszerző, zenepedagógus
- Kelemen Zoltán síugró magyar bajnok (1955–), az Eurosport szakkommentátora.
- Kereki Zoltán (1953–) labdarúgó, edző
- D. Keveházi László evangélikus lelkész (1928–), egyháztörténész.
- Kincses Pál reformátor (16. század–17. század), protestáns lelkész
- Kiss János (altábornagy) (1883–1944), a kőszegi katonai alreáliskola tanára, a nyilas hatalomátvételt követően a Magyar Nemzeti Felkelés Felszabadító Bizottságának katonai vezetője, árulás révén elfogták és Budapesten kivégezték.
- Kőszeghy Károly operaénekes (1820–1891)
- Kőszegi Judit (1944–) grafikus, karikaturista, könyvillusztrátor Szignója : judi (Kőszegen született)
- Kratochvil Károly magyar katonatiszt (1869–1946), részt vett az első világháborúban, később a Székely Hadosztály vezetője volt.
- Kristóf Ágota (1935–2011), 1956-ban emigrált Svájcba, francia nyelven publikáló, világhírű magyar írónő
- Küttel Dezső szakgyógyszerész (1917–1991)
- Lakatos Ferenc (1939–) újságíró, karikaturista
- Lenk Ignác kőszegi születésű cs. kir. altábornagy, földrajztudós (1766–1842)
- Lóránt Gyula válogatott labdarúgó Kőszeg, (1923–1981), az Aranycsapat tagja, olimpiai bajnok 1952-ben
- Mecséry Dániel (1759–1823) altábornagy
- Miske Kálmán (1860–1943) régész, múzeumigazgató
- Németh Imre magyar újságíró, író, politikus, országgyűlési képviselő
- Németh-Csóka Mihály (1927- ) orvos, bikémikus, az MTA doktora, a magyar klinikiai laborszakasszisztens-képzés egyik megteremtője.
- Niczky Kristóf (1725–1787), az egykori kőszegi bencés gimnázium diákja, a Szent-István-rend lovagja, tárnokmester, országbíró, királyi személynök. Emlékét a volt iskola felén tábla őrzi.
- Novák Ödön József (1900–1937) római katolikus pap, bencés szerzetes, középiskolai tanár.
- Nyiry István (1887–1945), magyar gépészmérnök, országgyűlési képviselő (itt halt meg)
- Ottlik Géza író (1912–1990), az Iskola a határon című mű írója (1959)
- Palotai József (1806–1867), piarista szerzetes, a Magyar Tudományos Akadémia tagja
- Pertorini Rezső (1927–1980), neurológus szakorvos, pszichiáter
- Rájnis József (1741–1812) tanár, a magyar jakobinus mozgalom tagja
- Ritter-Rédei János (1846-1911) evangélikus néptanító, karnagy
- Saxlehner András (1815–1889), a Hunyadi János keserűvíztelep alapítója
- Schey Frigyes (1815–1881) Kőszegen született és iskolát is itt végző, de később Bécsben élő bankár, kereskedő, mecénás, alapító. A támogatásával kezdte meg a működését a Wiener Stadttheater, aminek elnöke is lett, a Wiener Musikvereins, a Künstlerhaus Wien, és anyagilag támogatta az Osztrák–magyar északi-sarki expedíciót.
- Schey Fülöp (1798–1881) Kőszeg bankár, kereskedő, a kőszegi szegények és a város legnagyobb mecénása. Ő alapította a városi kórházat, az Elisabethinumot (Kisdedóvó), az Albrechtinumot (Szegényház) és építtette a zsinagógát.
- Schneller Vilmos (1821–1893) evangélikus lelkész
- Sipeki Tibor (1947) színész, itt született.
- Szabadváry Ferenc (1923–2006) Széchenyi-díjas kémikus, MTA-tag
- Szabó Imre honvédtiszt (1820–1865), hadügyi államtitkár
- Szegedi Pál (1735-1814) nagyprépost és választott püspök.
- Széchy Mária (Murányi Vénusz), 1676. október 15-től 1679. július 18-án bekövetkezett haláláig a városban élt. A Szent Jakab-templomban, a jezsuiták egykori templomában helyezték örök nyugalomra.
- Takács Miklós erdész, szociáldemokrata politikus
- Torkos László (1839–1939) író, költő, műfordító, a Kisfaludy Társaság és a Petőfi Társaság tagja
- Üxküll-Gyllenband Miklós gróf (1877–1944), német katonatiszt, Claus Schenk von Stauffenberg rokonaként részt vett a merénylet kísérletben, majd a Hitlerrel szembeni ellenállás mártírja lett.
- Varga Ádám (1989–) színművész
- Várady József (1770–1858) választott püspök.
- Waisbecker Antal (1835–1916), orvos, botanikus

## Testvérvárosai
Kőszeg testvérvárosai:
- Vaihingen an der Enz, Németország, 1989
- Mödling, Ausztria, 1989
- Zengg, Horvátország, 1999-től partnervárosi kapcsolat, majd 2010. augusztus 29-től testvérváros,[104] Jurisics Miklós születési helye.
- Szenc, Szlovákia, 2014. június 26-án írták alá a testvérvárosi megállapodást.

Partnervárosi kapcsolatok:
- Nyitragerencsér, Szlovákia, 1999
- Fiume Veneto, Olaszország, 2000

## Douzelage
A douzelage (douze=tizenkettő) gondolata 1989-ben született, amikor Granville (Franciaország) és Sherborne (Nagy-Britannia) testvérvárosok lettek. 1991-ben 12 európai város írta alá a testvérvárosi nyilatkozatot. Ahogy az Európai Unió bővült, úgy bővült a Douzelage (kiejtve: duzlázs) is egy-egy várossal. Kőszeg 2004-ben csatlakozott az Európai Kisvárosok Szövetségéhez, és együttműködik a fiatalok csereprogramokban való aktív részvételével.
| - Altea Spanyolország - Bad Kötzting Németország - Bellagio Olaszország - Bundoran Írország - Chojna Lengyelország - Granville Franciaország - Holstebro Dánia | - Houffalize Belgium - Judenburg Ausztria - Karkkila Finnország - Marsaskala Málta - Meersseen Hollandia - Niederanven Luxemburg - Oxelösund Svédország | - Préveza Görögország - Sesimbra Portugália - Sherborne Anglia - Sigulda Lettország - Sušice Csehország - Türi Észtország - Zólyom Szlovákia |